# Encarceramento nos Estados Unidos

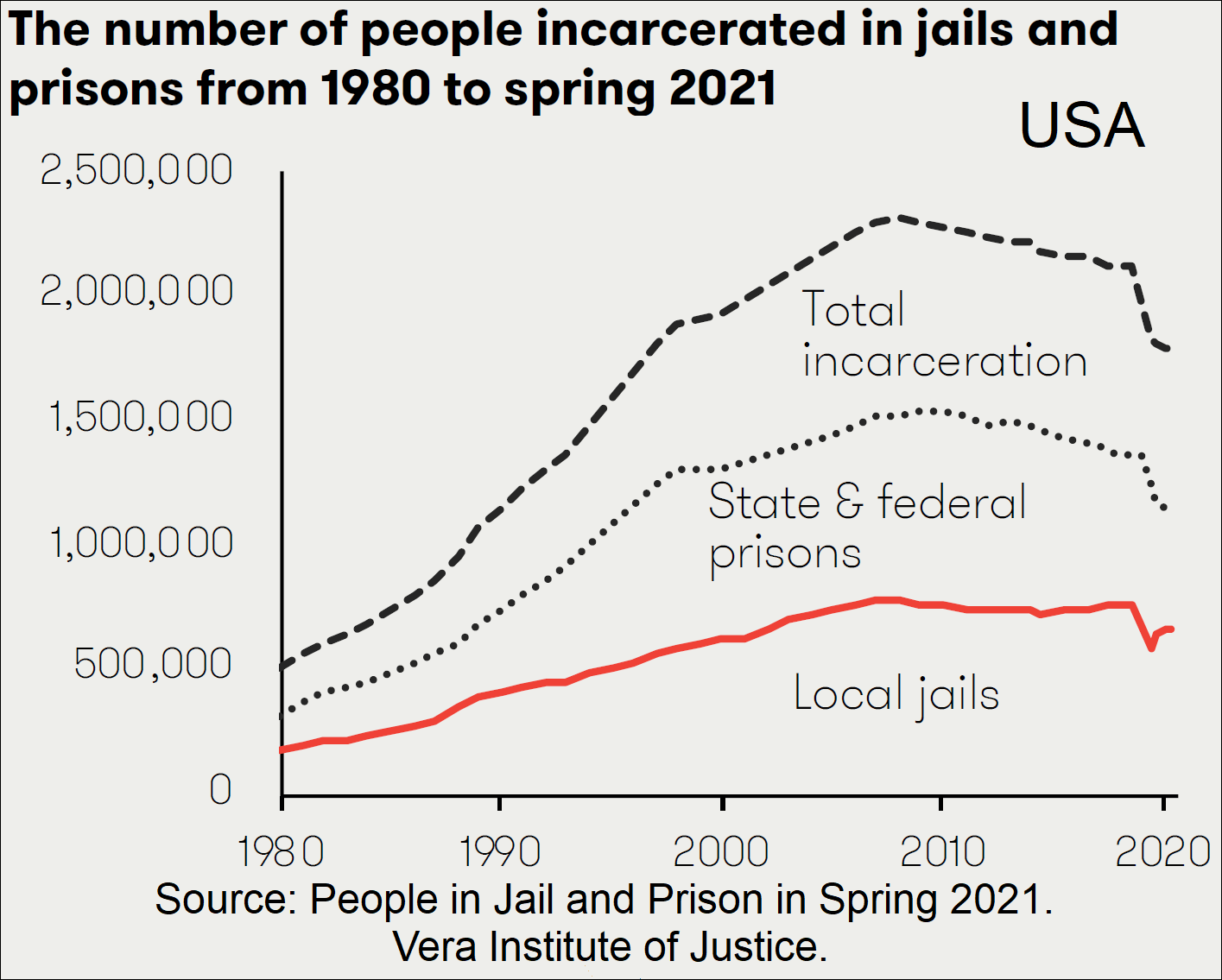
Gráficos da linha do tempo dos EUA sobre o número de pessoas encarceradas em cadeias e prisões

O encarceramento nos Estados Unidos é uma das principais formas de punição para crimes no país [en]. Em 2021, mais de cinco milhões de pessoas estavam sob supervisão do sistema de justiça criminal, com quase dois milhões encarceradas em prisões estaduais, federais ou cadeias locais. Os Estados Unidos possuem a maior população carcerária conhecida no mundo, representando 5% da população global, mas 20% das pessoas encarceradas mundialmente [en]. A China, com mais de quatro vezes a população dos EUA, tem menos pessoas presas. As populações carcerárias cresceram significativamente a partir da década de 1970, mas começaram a declinar por volta de 2009, com uma redução de 25% até o final de 2021.
Crimes relacionados a drogas são responsáveis pelo encarceramento de cerca de uma em cada cinco pessoas nas prisões dos EUA. Ofensas violentas representam mais de três em cada cinco pessoas (62%) nas prisões estaduais, enquanto crimes contra a propriedade correspondem a aproximadamente uma em cada sete pessoas (14%) nessas instituições.
Os Estados Unidos mantêm uma taxa de encarceramento superior à da maioria dos países desenvolvidos. Segundo o World Prison Brief [en], em 7 de maio de 2023, o país possuía a sexta maior taxa de encarceramento do mundo, com 531 pessoas por 100 mil habitantes. Os custos anuais estimados para operações de prisões, liberdade condicional e liberdade vigiada são de cerca de 81 bilhões de dólares, enquanto despesas com custos judiciais, taxas de fiança e chamadas telefônicas em prisões somam outros 38 bilhões anualmente.
Desde o pico de encarceramento em 2009, os EUA registraram uma redução média de 2,3% ao ano, incluindo uma queda excepcional de 14,1% em 2020 devido à pandemia de COVID-19. Há variações significativas entre os estados: Connecticut, Nova Jersey e Nova York reduziram suas populações carcerárias em mais de 50% desde seus picos, enquanto 25 estados diminuíram suas populações prisionais em 25%. A população carcerária federal caiu 27% em relação ao seu pico em 2011, e houve uma redução de 2% no número de pessoas sentenciadas a mais de um ano sob jurisdição do Federal Bureau of Prisons entre 2022 e 2023.
Embora prisões por dívidas não existam mais nos EUA, em alguns estados, residentes ainda podem ser encarcerados por multas e taxas judiciais não pagas (situação registrada até 2016). Segundo o Vera Institute of Justice, em 2015, a maioria das pessoas encarceradas em cadeias locais e municipais estava lá por infrações menores, enfrentando períodos de detenção mais longos nas últimas três décadas devido à incapacidade de pagar custos impostos pelos tribunais.

## História

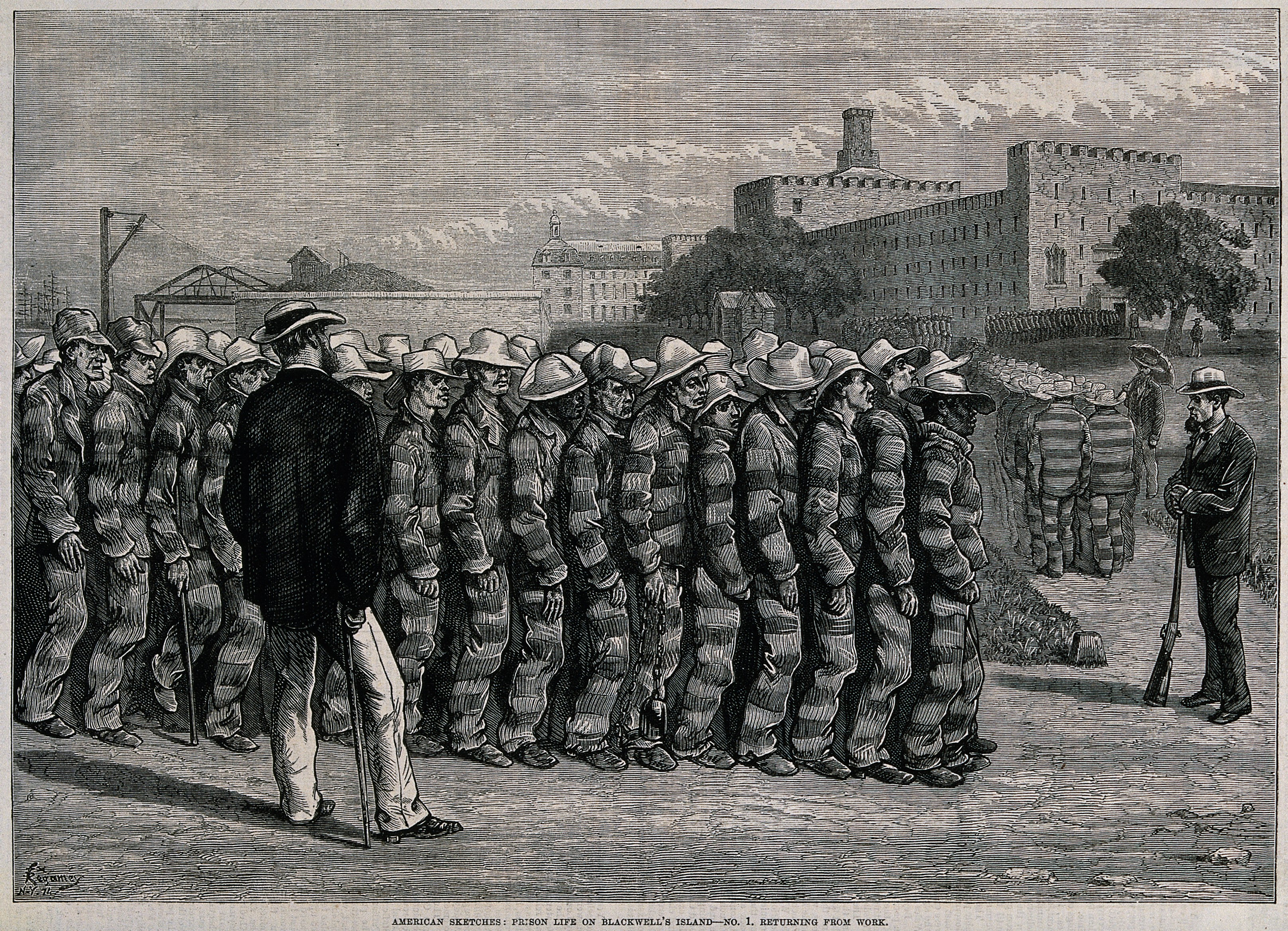
Linhas de homens em uniformes de prisioneiros marchando em direção a um prédio

No século XVIII, filantropos ingleses começaram a se concentrar na reforma de criminosos presos, acreditando que eles precisavam de uma oportunidade para se tornarem moralmente puros, o que reduziria ou interromperia o crime. Desde pelo menos 1740, alguns desses pensadores consideravam o confinamento solitário uma forma de criar e manter pessoas espiritualmente puras nas prisões. Essas teorias de penologia foram trazidas para a América do Norte pelos colonos ingleses.
Os colonizadores espanhóis na Flórida também introduziram suas próprias ideias de confinamento, e soldados espanhóis em Saint Augustine, Flórida, construíram a primeira prisão significativa na América do Norte em 1570.
Algumas das primeiras construções nas colônias inglesas da América foram cadeias, e, no século XVIII, cada condado de língua inglesa na América do Norte possuía uma cadeia. Essas cadeias tinham diversas funções, como abrigar devedores, prisioneiros de guerra, presos políticos, pessoas destinadas ao transporte penal ou à escravidão, além de acusados ainda não julgados por crimes. As sentenças para os condenados raramente ultrapassavam três meses, muitas vezes durando apenas um dia. Cidadãos pobres frequentemente permaneciam presos por mais tempo que seus vizinhos mais ricos, já que a fiança raramente era negada.

Total de encarceramentos nos Estados Unidos por ano (1920–2014)

Uma das primeiras prisões na América foi fundada em 1790 pelos quakers da Pensilvânia, que buscavam criar um sistema menos cruel que as prisões-masmorras. Eles desenvolveram um espaço onde os presos podiam ler escrituras religiosas e se arrepender como forma de autoaperfeiçoamento. Esse modelo, conhecido como o sistema da Pensilvânia, enfatizava a reforma, a reabilitação e a salvação das almas dos prisioneiros por meio de instrução religiosa.
Em 1841, Dorothea Dix denunciou as condições prisionais nos EUA como desumanas. Presos eram acorrentados nus e açoitados com varas, enquanto os considerados insanos eram enjaulados ou colocados em porões e armários. Ela exigiu mudanças ao longo de sua vida, e suas críticas, apesar de centradas no tratamento dado aos doentes mentais, também resultaram em melhorias para outros presos. No final do século XIX, o superintendente Zebulon Brockway transformou a vida prisional ao introduzir programas educacionais institucionalizados para reabilitação no Reformatório Elmira [en], em Nova York. Como superintendente da Penitenciária de Monroe County, Brockway implementou um sistema de comportamento baseado em pontos, identificando presos de baixo risco e permitindo sua participação em programas educacionais, incluindo escolas industriais, educação moral e acadêmica.
Após a Guerra Civil Americana e durante a Era Progressiva, novos conceitos como liberdade condicional, sentenças indeterminadas [en] e liberdade probatória [en] foram introduzidos. Estes conceitos, codificados em estatutos legislativos, visavam manter sistemas de capitalismo racial [en] anteriormente sustentados pelo trabalho escravo não remunerado. Essas estruturas legais tornaram-se práticas comuns, resultando no encarceramento em massa e na discriminação legal de afro-americanos e outros grupos marginalizados. Nesse período, o aumento da criminalidade levou as autoridades a lidar com os crimes de maneira mais  retributiva, afetando duramente muitos siciliano-americanos [en]. Contudo, com a queda das taxas de criminalidade, o sistema prisional passou a priorizar mais a reabilitação.
| Ano  | Contagem  | Taxa |
| ---- | --------- | ---- |
| 1940 | 264 834   | 201  |
| 1950 | 264 620   | 176  |
| 1960 | 346 015   | 193  |
| 1970 | 328 020   | 161  |
| 1980 | 503 586   | 220  |
| 1985 | 744 208   | 311  |
| 1990 | 1 148 702 | 457  |
| 1995 | 1 585 586 | 592  |
| 2000 | 1 937 482 | 683  |
| 2002 | 2 033 022 | 703  |
| 2004 | 2 135 335 | 725  |
| 2006 | 2 258 792 | 752  |
| 2008 | 2 307 504 | 755  |
| 2010 | 2 270 142 | 731  |
| 2012 | 2 228 424 | 707  |
| 2014 | 2 217 947 | 693  |
| 2016 | 2 157 800 | 666  |
| 2018 | 2 102 400 | 642  |
| 2020 | 1 675 400 | 505  |
| 2021 | 1 767 200 | 531  |

Em 18 de junho de 1971, o presidente Richard Nixon declarou o abuso de drogas como o "inimigo público número um" em uma mensagem ao Congresso, solicitando recursos federais para a prevenção de novos viciados e a reabilitação dos já dependentes. Após isso, a mídia passou a usar o termo "Guerra às Drogas". Segundo a autora Emily Dufton, Nixon transformou a imagem do usuário de drogas em uma ameaça perigosa e anárquica à civilização americana.
O governo de Ronald Reagan ampliou os esforços federais para prevenir o abuso de drogas e processar infratores. Reagan assinou o Comprehensive Crime Control Act de 1984 [en], que estabeleceu sentenças mínimas obrigatórias [en] e ampliou penalidades para posse de maconha, além do Anti-Drug Abuse Act de 1986 [en]. O apoio à legislação de Reagan foi bipartidário. A década de 1980 viu um aumento dramático na população carcerária, especialmente entre infratores não violentos e pessoas condenadas por crimes relacionados a drogas.
A pesquisadora Valerie Jenness observa que, "desde a década de 1970, na última onda de expansão do sistema prisional, houve um grande crescimento das prisões em níveis federal e estadual. Atualmente, as prisões estão se tornando uma indústria privada, com um número crescente de instituições privatizadas, em vez de serem controladas pelo governo."

## População Encarcerada
Em 2023, 59% das pessoas encarceradas estavam em prisões estaduais, 12% em prisões federais e 29% em cadeias locais. Do total da população de prisões estaduais e federais, 8%, ou 96 370 pessoas, estão em prisões privadas. Além disso, cerca de 2,9 milhões de pessoas estão em liberdade probatória e mais de 800.000 em liberdade condicional. No final de 2021, 1 000 000 de pessoas estavam encarceradas em prisões estaduais, 157 000 em prisões federais e 636 000 em cadeias locais.
Aproximadamente 1,8 milhão de pessoas estão encarceradas em prisões estaduais, federais ou cadeias locais. Mais de 1 milhão estão em prisões estaduais, sendo 656 000 por ofensas violentas, 142 000 por crimes contra a propriedade, 132 000 por crimes relacionados a drogas e 110 000 por ofensas de ordem pública. A distribuição percentual por tipo de crime nas prisões estaduais é: 63% por ofensas violentas, 13% por crimes contra a propriedade, 13% por crimes relacionados a drogas e 11% por ofensas de ordem pública.
A população carcerária federal é de cerca de 209 000 pessoas, das quais 148 000 estão sob custódia do Federal Bureau of Prisons. Destas, 69 000 estão encarceradas por crimes relacionados a drogas, 61 000 por ofensas de ordem pública, 11 000 por ofensas violentas e 6 000 por crimes contra a propriedade. A distribuição percentual por tipo de crime é: 47% por crimes relacionados a drogas, 42% por ofensas de ordem pública, 7% por ofensas violentas e 4% por crimes contra a propriedade. Outras 60.000 pessoas estão sob custódia do U.S. Marshals Service, sendo 21 000 por crimes relacionados a drogas, 14 000 por ofensas de imigração, 9 000 por crimes envolvendo armas e 7 000 por ofensas violentas.
Por fim, 619 000 pessoas estão encarceradas em cadeias locais, representando um terço do total de encarceramentos. Mais de 80% das pessoas em cadeias locais ainda não foram condenadas.

## Demografia

### Raça e Etnia
| 2021. Pessoas encarceradas em prisões estaduais ou federais por raça e etnia |                        |                           |                                      |
| Raça, etnia                                                                  | % da população dos EUA | % da população carcerária | Taxa de encarceramento (por 100 000) |
| Brancos (não hispânicos)                                                     | 59                     | 31                        | 181                                  |
| Hispânicos                                                                   | 19                     | 24                        | 434                                  |
| Negros                                                                       | 14                     | 32                        | 901                                  |

As disparidades raciais e étnicas são uma característica marcante do sistema prisional americano. Essas disparidades se acumulam ao longo do processo legal criminal. Negros têm maior probabilidade do que brancos de serem detidos antes do julgamento (o que aumenta a chance de uma sentença de prisão), de receberem sentenças de encarceramento em vez de penas comunitárias e de enfrentarem sentenças mais longas. As diferenças raciais em cada etapa são geralmente modestas, mas seu efeito cumulativo é significativo.
Desigualdades socioeconômicas mais amplas e disparidades em cada fase do processo legal criminal resultam no encarceramento desproporcional de pessoas de cor. Em 2021, pessoas de cor representavam mais de dois terços (69%) da população carcerária. Nacionalmente, um em cada 81 adultos afro-americanos está cumprindo pena em prisões estaduais. Afro-americanos são encarcerados a uma taxa cinco vezes maior que a de brancos, enquanto indígenas americanos e hispânicos são encarcerados a taxas quatro e duas vezes maiores, respectivamente. Negros e hispânicos compõem 33% da população dos EUA, mas 56% da população encarcerada.
Embora as disparidades permaneçam significativas, houve reduções nas desigualdades de encarceramento nas últimas décadas. Todos os principais grupos raciais e étnicos experimentaram desencarceramento desde seus picos históricos. A população carcerária negra diminuiu mais significativamente: desde 2002, quando atingiu seu pico, o número de negros em prisões caiu de 622 700 para 378 000 (uma redução de 39%). Desde 1998, o número de brancos em prisões caiu de 533 200 para 356 000 (uma redução de 25%). Desde 2011, o número de hispânicos em prisões caiu de 347 300 para 273 800 (uma redução de 21%). Desde 2010, o número de indígenas americanos em prisões caiu de 23 800 para 18 700 (uma redução de 21%). Por fim, desde 2016, o número de asiáticos em prisões caiu de 18 000 para 14 700.

### Gênero
| Taxas de encarceramento de adultos em 2010 por raça, etnia e sexo por 100 000 adultos residentes nos EUA | Taxas de encarceramento de adultos em 2010 por raça, etnia e sexo por 100 000 adultos residentes nos EUA | Taxas de encarceramento de adultos em 2010 por raça, etnia e sexo por 100 000 adultos residentes nos EUA | Taxas de encarceramento de adultos em 2010 por raça, etnia e sexo por 100 000 adultos residentes nos EUA |
| Raça ou etnia                                                                                            | Masculino                                                                                                | Feminino                                                                                                 | |
| --- | --- | --- | --- |
| Branca                                                                                                   | 678 | 91 | |
| Negra | 4 347 | 260 | |
| Hispânica                                                                                                | 1 775 | 133 | |

Em 2013, havia 102 400 mulheres adultas em cadeias locais e 111 300 em prisões estaduais e federais nos EUA. A taxa de encarceramento feminino aumentou cinco vezes em duas décadas até 2001, devido ao maior número de processos e condenações por crimes relacionados a drogas recreativas, aumento na gravidade das ofensas e falta de sanções comunitárias e tratamento para mulheres que violam a lei. Nos EUA, as autoridades começaram a alojar mulheres em instalações correcionais separadas dos homens na década de 1870. Mais da metade das mulheres em prisões e cadeias (56%) está encarcerada por crimes relacionados a drogas ou contra a propriedade, e mulheres negras têm duas vezes mais probabilidade de serem encarceradas do que mulheres brancas. Mulheres negras tendem a receber sentenças mais longas e punições mais severas do que mulheres brancas pelos mesmos crimes. Em muitos casos, mulheres brancas são internadas em instituições mentais, enquanto mulheres negras são enviadas para a prisão pelo mesmo crime.
Desde o início dos anos 2000, as taxas de encarceramento de mulheres afro-americanas e hispânicas diminuíram, enquanto as de mulheres brancas aumentaram. Entre 2000 e 2017, a taxa de encarceramento de mulheres brancas cresceu 44%, enquanto a de mulheres afro-americanas caiu 55%. Até 2021, as taxas de encarceramento de mulheres afro-americanas haviam diminuído 70%, enquanto as de mulheres brancas aumentaram 7%. A taxa de encarceramento de mulheres brancas tem crescido mais rapidamente, enquanto a de mulheres negras tem declinado. A taxa de encarceramento de homens afro-americanos também está caindo drasticamente, ainda mais rápido do que a taxa de encarceramento de homens brancos, ao contrário da opinião popular de que os homens negros estão sendo cada vez mais encarcerados.
Em 2011, foi relatado que 85 a 90% das mulheres encarceradas foram vítimas de violência sexual e doméstica, uma proporção significativamente maior do que a média nacional de 22,3% para mulheres nos EUA. Mulheres que enfrentam violência sexual ou doméstica têm maior probabilidade de cometer crimes e serem encarceradas. A história de mulheres negras enfrentando taxas mais altas de abuso do que mulheres brancas oferece uma das muitas explicações para as taxas de encarceramento mais elevadas entre afro-americanas.
Em 2013, havia 628 900 homens adultos em cadeias locais e 1 463 500 em prisões estaduais e federais. Um estudo de 1984 constatou que homens receberam sentenças 12% mais longas do que mulheres, controlando para o nível da ofensa, histórico criminal, distrito e tipo de crime, e notou que mulheres recebem sentenças ainda mais curtas em relação aos homens do que brancos em relação aos negros. Um estudo posterior constatou que as sentenças para homens podem ser até 60% mais longas, controlando para mais variáveis. Explicações para essa disparidade incluem o fato de que mulheres têm mais a perder com o encarceramento e que homens são alvos de discriminação na sentença.

### Juventude
| Jovens em instituições de internação, 1997-2015. EUA | Jovens em instituições de internação, 1997-2015. EUA | Jovens em instituições de internação, 1997-2015. EUA | Jovens em instituições de internação, 1997-2015. EUA |
| Ano                                                  | Masculino                                            | Feminino                                             | Total                                                |
| ---------------------------------------------------- | ---------------------------------------------------- | ---------------------------------------------------- | ---------------------------------------------------- |
| 1997                                                 | 90 771                                               | 14 284                                               | 105 055                                              |
| 1999                                                 | 92 985                                               | 14 508                                               | 107 493                                              |
| 2001                                                 | 89 115                                               | 15 104                                               | 104 219                                              |
| 2003                                                 | 81 975                                               | 14 556                                               | 96 531                                               |
| 2006                                                 | 78 998                                               | 13 723                                               | 92 721                                               |
| 2007                                                 | 75 017                                               | 11 797                                               | 86 814                                               |
| 2010                                                 | 61 359                                               | 9 434                                                | 70 793                                               |
| 2011                                                 | 53 079                                               | 8 344                                                | 61 423                                               |
| 2013                                                 | 46 421                                               | 7 727                                                | 54 148                                               |
| 2015                                                 | 40 750                                               | 7 293                                                | 48 043                                               |

Por meio dos tribunais juvenis [en] e do sistema de justiça criminal [en] adulto, os Estados Unidos encarceram mais jovens do que qualquer outro lugar no mundo, refletindo tendências mais amplas nas práticas de encarceramento no país. Isso tem gerado controvérsias devido à superlotação e violência em instalações de detenção juvenil, ao julgamento de jovens como adultos e às consequências de longo prazo do encarceramento nas chances de sucesso na vida adulta. Em 2014, o Comitê de Direitos Humanos da ONU criticou os EUA por abusos judiciais, incluindo o mau trato de jovens detentos. Um relatório da ONU de 2015 criticou os EUA por serem o único país a condenar jovens à prisão perpétua sem possibilidade de liberdade condicional.
De acordo com dados federais de 2011, cerca de 40% dos jovens detentos do país estão em instalações privadas.
O encarceramento de jovens está ligado aos efeitos de influências familiares e locais. Um estudo constatou que os comportamentos de membros da família e pares do bairro afetam significativamente o comportamento e os resultados de jovens desfavorecidos.
Quase 53 000 jovens estavam encarcerados em 2015. Destes, 4 656 estavam em instalações para adultos, enquanto os demais estavam em instalações juvenis. Dos jovens em instalações juvenis, 69% tinham 16 anos ou mais, enquanto mais de 500 tinham 12 anos ou menos. Como as taxas de prisão e criminalidade não são iguais entre grupos demográficos [en], a população carcerária também não é. Jovens negros representam 14% da população jovem nacional, mas 43% dos meninos e 34% das meninas em instalações juvenis. Mesmo excluindo jovens em instalações em terras indígenas, indígenas americanos representam 3% das meninas e 1,5% dos meninos em instalações juvenis, apesar de serem menos de 1% da população jovem nacional.

### Estudantes
O termo "school-to-prison pipeline", também conhecido como "trajeto da escola para a cadeia", é um conceito nomeado na década de 1980. Refere-se à ideia de que punições severas nas escolas, que geralmente afastam os alunos da sala de aula, levam à criminalização de comportamentos inadequados dos estudantes, aumentando a probabilidade de entrada no sistema prisional. Embora a pipeline escola-prisão seja agravada por vários fatores, as políticas de tolerância zero [en] são vistas como principais contribuintes. Estas políticas impactam desproporcionalmente os pobres, estudantes com deficiências e jovens de cor, especialmente afro-americanos, que são suspensos e expulsos nas taxas mais altas, apesar de taxas de infração comparáveis.
Em 1994, a Lei de Escolas Livres de Armas foi aprovada, exigindo suspensão de pelo menos um ano para estudantes que levassem armas para a escola. Muitos estados adotaram políticas de tolerância zero, o que levou a um aumento nas suspensões, principalmente para estudantes negros e hispânicos.
Concomitantemente, distritos escolares adotaram versões particulares da "teoria das janelas quebradas", que enfatiza a repressão a pequenas ofensas para aumentar a sensação de segurança e desencorajar crimes mais graves. Nas escolas, isso significou mais suspensões por infrações menores, como responder a professores, faltar aulas ou ser desobediente, além da presença de policiais nas escolas, o que levou a prisões e punições mais severas.
Políticas de tolerância zero são regulamentos que impõem consequências específicas para comportamentos inadequados dos alunos, geralmente sem considerar as circunstâncias específicas do incidente. Essas políticas, implícita e explicitamente, acabam por direcionar os alunos para o sistema prisional. Implicitamente, ao serem retirados da sala de aula, os alunos têm maior probabilidade de abandonar a escola por estarem menos tempo em aula, ficando menos preparados para conseguir empregos e se tornarem cidadãos produtivos. Explicitamente, as escolas às vezes encaminham os alunos diretamente ao sistema prisional. Em tribunais juvenis, mesmo juízes solidários raramente avaliam se a punição escolar foi justificada ou justa. Assim, argumenta-se que políticas de tolerância zero aumentam exponencialmente as populações prisionais juvenis.
A taxa nacional de suspensão [en] dobrou de 3,7% para 7,4% entre 1973 e 2010. Estudos, como o do Código de Regulamentos de Maryland, mostram que estudantes negros foram suspensos a uma taxa mais que dupla em relação aos brancos. Dados da Coleta de Dados de Direitos Civis de 2015–2016 confirmam que, comparados aos brancos, estudantes negros são suspensos e expulsos em taxas maiores. Embora representem apenas 15% da população estudantil, os negros correspondem a 31% das prisões. Crianças hispânicas também enfrentam disciplina mais severa, como suspensão e expulsão, em taxas mais altas. Essa tendência pode ser observada em vários estudos sobre esse tipo de material, especialmente no sul. Entre 1985 e 1989, houve um aumento nas referências de jovens minoritários aos tribunais juvenis, casos peticionados, casos de delinquência julgados e casos de delinquência expulsos de casa. Durante esse período, o número de jovens afro-americanos detidos aumentou 9%, o de jovens hispânicos aumentou 4%, enquanto a proporção de jovens brancos diminuiu 13%. Documentações deste fenômeno remontam a 1975. Além disso, a ação punitiva leva a taxas de evasão escolar e, consequentemente, ao encarceramento. Em 2000, um em cada três homens negros de 20 a 40 anos sem ensino médio completo estava encarcerado. Cerca de 70% dos que estão em prisões estaduais não concluíram o ensino médio. Por fim, um homem negro sem diploma do ensino médio, vivendo após o Movimento dos Direitos Civis, tem 60% de chance de ser encarcerado ao longo da vida.

### Idosos
A proporção de prisioneiros com 55 anos ou mais em prisões estaduais e federais aumentou 33% entre 2000 e 2005, enquanto a população carcerária total cresceu 8%. Em 16 estados do sul, a população de prisioneiros idosos aumentou, em média, 145% entre 1997 e 2007. O crescimento desta população gerou custos mais altos com saúde, especialmente notados no aumento médio de 10% nos orçamentos das prisões estaduais entre 2005 e 2006. 
A expectativa é que a proporção de prisioneiros idosos [en] em relação à população carcerária total continue crescendo. Um em cada seis prisioneiros na Califórnia cumpre prisão perpétua, e previsões indicam que, até 2020, 16% dos que cumprem penas perpétuas serão idosos.
Os governos estaduais arcam com todos os custos de moradia dos prisioneiros, que aumentam significativamente com a idade. Prisioneiros não podem solicitar Medicare ou Medicaid. A maioria dos Departamentos de Correção relata que mais de 10% do orçamento anual é gasto com cuidados para idosos.
Desde os anos 1980, a população carcerária idosa cresceu 1 300%, com 125 000 pessoas de 55 anos ou mais encarceradas.

### Pessoas LGBT
Jovens lésbicas, gays, bissexuais e transgêneros (LGBT) têm uma probabilidade desproporcionalmente maior de entrar em contato com o sistema de justiça criminal [en] em comparação com a população geral. Cerca de 16% dos adultos transgêneros já estiveram em prisões ou cadeias, contra 2,7% de todos os adultos. Entre jovens detidos, 13% a 15% se identificam como LGBT, enquanto apenas 4% a 8% da população jovem geral se identifica assim.
Altas taxas de pobreza, falta de moradia e perfilamento policial [en] de pessoas transgêneras contribuem para as maiores taxas de encarceramento de pessoas transgêneras e não-conformantes de gênero. Jovens LGBT enfrentam esses mesmos desafios e, muitas vezes, vivem em lares que rejeitam suas identidades, o que pode levar à fuga de casa ou à prática de atividades criminosas, como tráfico de drogas, trabalho sexual ou roubo, aumentando o risco de prisão. Adultos transgêneros, devido a práticas discriminatórias e acesso limitado a recursos, também são mais propensos a atividades criminosas para custear moradia, saúde e outras necessidades básicas.
Pessoas LGBT em prisões e cadeias são particularmente vulneráveis a maus-tratos por outros detentos e funcionários, incluindo confinamento solitário (às vezes descrito como "custódia protetora"), violência física e sexual, abuso verbal e negação de cuidados médicos e outros serviços. Em 2011–2012, 40% dos detentos transgêneros relataram abuso sexual, contra 4% de todos os detentos.

### Pessoas com Transtornos Mentais
A porcentagem de detentos com transtornos mentais nos EUA tem aumentado constantemente, quadruplicando de 1998 a 2006. Muitos atribuem essa tendência à desinstitucionalização de pessoas com doenças mentais a partir dos anos 1960, quando hospitais psiquiátricos começaram a fechar. No entanto, alguns pesquisadores indicam que não há evidências de que a redução de serviços psiquiátricos explique o risco desproporcional de encarceramento para indivíduos com transtornos mentais.
Mais da metade dos prisioneiros em 2005 apresentava algum transtorno, identificados por histórico recente ou sintomas de problemas de saúde mental. Detentos em cadeias apresentaram as maiores taxas de sintomas (60%), seguidos por prisioneiros estaduais (49%) e federais (40%). Além disso, muitos sem histórico de transtorno mental desenvolvem sintomas durante o encarceramento. Em 2006, um quarto dos prisioneiros estaduais tinha histórico, enquanto três em cada dez desenvolveram sintomas de transtorno mental após o encarceramento, sem histórico recente.
O aumento do uso de confinamento solitário, onde o contato social e psicologicamente significativo é reduzido ao mínimo, contribui para as altas taxas de transtornos mentais em prisões e cadeias, já que o contato social e psicologicamente significativo é reduzido ao mínimo absoluto, a um ponto insuficiente para que a maioria dos detentos permaneça mentalmente funcional. A maioria dos detentos não recebe os serviços de saúde mental necessários, devido a financiamento limitado, resultando em administração inconsistente de medicamentos ou na ausência total de serviços psiquiátricos. Agentes correcionais frequentemente usam violência excessiva contra detentos com transtornos mentais por comportamentos inofensivos relacionados a esquizofrenia ou transtorno bipolar, incluindo choques, algemas e spray de pimenta.
Doenças mentais raramente aparecem isoladamente ao analisar fatores de risco associados ao encarceramento e taxas de reincidência. A Associação Americana de Psicologia recomenda uma abordagem holística para reduzir a reincidência, com tratamentos cognitivo-comportamentais focados na cognição criminal ou serviços que abordem fatores de risco variáveis para detentos de alto risco, devido aos inúmeros fatores de risco que se cruzam, vivenciados tanto por infratores com transtornos mentais quanto por infratores sem transtornos mentais.
Para prevenir a reincidência de indivíduos com transtornos mentais, programas baseados em estratégias de justiça criminal (como programas de intervenção [en], tribunais de saúde mental [en], liberdade condicional ou probatória [en] especializada e cuidados pós-prisão) ou intervenções de saúde mental (como tratamento comunitário assertivo [en] forense e gerenciamento intensivo de casos [en] forense) estão em vigor. A diversidade desses programas aponta para uma falta de clareza sobre quais componentes são mais eficazes na redução da reincidência. Detentos com transtornos mentais tendem a permanecer mais tempo presos, têm dificuldade em seguir regras prisionais, cometem mais violações e apresentam taxas mais altas de suicídio, que é a principal causa de morte em muitas prisões.

### Imigrantes e Estrangeiros
O governo dos EUA mantém dezenas de milhares de imigrantes em detenção, sob controle da Alfândega e Proteção de Fronteiras (CBP) e do Serviço de Imigração e Controle de Aduanas (ICE). Esses imigrantes, que buscam asilo, são detidos antes de serem liberados nos EUA ou deportados. Em 2018, 396 448 pessoas foram registradas na custódia da ICE: 242 778 detidas pela CBP e 153 670 pelas operações da própria ICE.
O Federal Bureau of Prisons (BOP) recebe todos os prisioneiros de tratados de transferência enviados de países estrangeiros, mesmo que seus crimes, se cometidos nos EUA, fossem julgados em tribunais estaduais, do Distrito de Colúmbia ou territoriais. Não cidadãos dos EUA em prisões federais e estaduais podem ser transferidos para seus países de origem, se qualificarem.

### Classe e Pobreza
Nos EUA, pessoas pobres [en] são encarceradas a taxas muito mais altas do que em outras nações desenvolvidas. Desde os anos 1980, cadeias se tornaram "depósitos em massa" de pessoas empobrecidas.
Um relatório de 2017 da ONU afirmou que o sistema de justiça nos EUA é desenhado para manter pessoas na pobreza e gerar receita para financiar o próprio sistema de justiça e outros programas governamentais.
A grande maioria dos prisioneiros e ex-prisioneiros do sistema carcerário dos EUA, sem igual em nenhum outro país ou época, é extremamente pobre. Esses indivíduos permanecem pobres, pois empregos em prisões pagam, em média, entre 14 centavos e 1,41 dólar por hora. O sistema carcerário também "desaparece" com os pobres encarcerados, excluindo-os de estatísticas de pobreza e pesquisas nacionais, o que significa que há milhões de americanos pobres a mais do que as estatísticas oficiais indicam.

## Características do Sistema de Justiça Criminal dos EUA

### Duração
Muitas legislaturas têm reduzido a discricionariedade dos juízes no processo de sentenciamento e na determinação de quando as condições de uma sentença foram cumpridas. Sentenças determinadas, [en] uso de mínimos obrigatórios [en] e sentenças baseadas em diretrizes continuam a remover o elemento humano do sentenciamento, como a prerrogativa do juiz de considerar circunstâncias atenuantes ou agravantes de um crime para determinar a duração apropriada do encarceramento. Como consequência das leis de reincidência [en], o aumento na duração do encarceramento na última década foi mais pronunciado em sentenças de prisão perpétua, que aumentaram 83% entre 1992 e 2003, enquanto os crimes violentos diminuíram no mesmo período.

### Crimes Violentos e Não Violentos
Em 2016, foram estimados 1,2 milhão de crimes violentos cometidos nos EUA. Naquele ano, as órgãos policiais realizaram cerca de 10,7 milhões de prisões, excluindo prisões por violações de trânsito. Aproximadamente 2,3 milhões de pessoas estavam encarceradas em cadeias ou prisões.
Em 30 de setembro de 2009, nas prisões federais, 7,9% dos prisioneiros sentenciados estavam encarcerados por crimes violentos. No final de 2008, nas prisões estaduais, 52,4% dos prisioneiros sentenciados estavam presos por crimes violentos. Em 2002, 21,6% dos detentos condenados em cadeias estavam presos por crimes violentos. Entre detentos não condenados em cadeias em 2002, 34% tinham uma acusação de crime violento como a mais grave. Em 2002, 41% dos detentos condenados e não condenados em cadeias tinham uma ofensa violenta atual ou anterior; 46% eram reincidentes não violentos.
De 2000 a 2008, a população carcerária estadual aumentou em 159 200 pessoas, e os criminosos violentos foram responsáveis por 60% desse aumento. O número de infratores detidos por envolvimento com drogas nas prisões estaduais diminuiu em 12 400 nesse período. Embora o número de criminosos violentos sentenciados em prisões estaduais tenha aumentado, o tempo esperado de permanência para esses infratores diminuiu ligeiramente.
Pelo menos 3 278 americanos cumpriam prisão perpétua sem liberdade condicional por crimes não violentos, incluindo xingar um policial e vender drogas no valor de 10 dólares. Mais de 80% dessas sentenças perpétuas resultam de leis de sentenciamento obrigatório.
Em 2016, cerca de 200 000 pessoas, menos de 16% dos 1,3 milhão em cadeias estaduais, cumpriam pena por crimes relacionados a drogas, enquanto 700 000 estavam encarceradas por crimes violentos.
Crimes não violentos foram o principal fator para o aumento da população carcerária nos EUA de 1980 a 2003. As taxas de crimes violentos permaneceram relativamente constantes ou diminuíram nesses anos. O aumento da população carcerária foi impulsionado principalmente por mudanças em políticas públicas, como mais sentenças de prisão e aumento do tempo servido, por meio de sentenças mínimas obrigatórias, leis de reincidência e redução da oferta de liberdade condicional ou soltura antecipada.
Provavelmente, a maior força por trás do crescimento da população carcerária foi a "Guerra às Drogas". Após a Convenção da ONU sobre Substâncias Psicotrópicas de 1971, os EUA promulgaram a Lei Federal de Prevenção e Controle do Abuso de Drogas em 1971, implementando políticas de regulamentação e classificação de substâncias ditadas pela Organização Mundial da Saúde. A iniciativa da Guerra às Drogas expandiu-se durante a presidência de Ronald Reagan, com a Lei Anti-Abuso de Drogas de 1986 [en], galvanizada pela morte de Len Bias. Essa legislação levou a um aumento extremo no encarceramento por crimes relacionados a drogas e a desproporções raciais entre os presos. O número de prisões por crimes de drogas aumentou doze vezes desde 1980. Em 2000, 22% dos prisioneiros em prisões federais e estaduais foram condenados por acusações vinculadas a drogas. Em 2011, 55,6% dos 1 131 210 prisioneiros sentenciados em prisões estaduais estavam presos por crimes violentos (excluindo 200 966 por violações de liberdade condicional, dos quais 39,6% foram reencarcerados por um crime violento subsequente). Também em 2011, 3,7% da população carcerária estadual consistia em prisioneiros cuja maior condenação era por posse de drogas (excluindo violações de liberdade condicional, dos quais 6% foram reencarcerados por posse de drogas subsequente).

### Detenção Pré-Julgamento
Em 2020, a maioria dos detentos em cadeias municipais e de condado estava em detenção pré-julgamento, sem ter sido condenada por um crime. Seis em cada dez pessoas nas cadeias dos EUA — quase meio milhão de indivíduos em um dado dia — aguardam julgamento. Pessoas não consideradas culpadas pelas acusações contra elas foram responsáveis por 95% do crescimento da população carcerária entre 2000 e 2014.
Em 2017, 482 100 detentos em prisões federais e estaduais estavam em detenção pré-julgamento.
Defensores do desencarceramento [en] argumentam que a grande população em detenção pré-julgamento é uma razão convincente para a reforma do sistema de fiança, ancorada na presunção de inocência. Em Kentucky, que eliminou a fiança comercial e usa avaliação de risco para determinar o risco de fuga, foi destacado que pessoas não devem permanecer em cadeias apenas por não poderem pagar fiança.
Entre 2008 e 2018, a população carcerária em cadeias diminuiu 12%, de 258 detentos por 100 000 residentes dos EUA para 226 por 100 000. Pela primeira vez desde 1990, a taxa de encarceramento em cadeias para afro-americanos caiu abaixo de 600 por 100 000, e a população carcerária juvenil caiu 56%, de 7 700 para 3 400.
Em 2018, 68% dos detentos em cadeias enfrentavam acusações graves, e cerca de dois terços da população carcerária total aguardava ação judicial ou estava detida por outros motivos.

### Educação Prisional
A educação prisional abrange qualquer programa educacional oferecido em prisões, incluindo alfabetização, ensino médio ou equivalentes ao GED [en], educação vocacional [en] e ensino superior. No início dos anos 1800, tutores começaram a entrar em prisões, e a ideia de punição passou a incluir reabilitação. Até o início dos anos 1990, havia mais de 350 programas de educação prisional nos EUA. Em 1994, a Lei de Controle de Crimes Violentos e Aplicação da Lei [en], assinada por Bill Clinton, proibiu prisioneiros de receberem bolsas Pell, causando um declínio rápido no número de programas educacionais devido à falta de financiamento federal.
A Lei de Direitos Civis de 1960 levou à coleta de dados de emprego e a Lei de Educação Elementar e Secundária exigiu a coleta de dados para financiamento escolar. No entanto, a exclusão de detentos de pesquisas federais inflou as taxas de realização educacional à medida que a população carcerária crescia, e a proibição das bolsas Pell impactou severamente a reintegração de ex-prisioneiros à sociedade. Isso levou à restauração do financiamento federal de bolsas Pell [en] para Programas de Educação Prisional (PEP) e a legislações como o projeto de lei SB416 da Califórnia, que protege estudantes encarcerados de empréstimos predatórios.
A educação prisional reduz as taxas de reincidência e aumenta o emprego para graduados após a soltura. Um estudo de 2013 mostrou que a educação correcional levou a uma redução significativa nas taxas de reincidência, com participantes apresentando 43% menos chances de reincidir do que aqueles que não participaram. Indivíduos que receberam educação vocacional e treinamento tiveram um aumento de 28% no emprego após o encarceramento, enquanto os que participaram de programas puramente acadêmicos viram um aumento de 8%.

### Reincidência
Entre quase 275 000 prisioneiros soltos em 1994, 67,5% foram presos novamente em três anos, e 51,8% voltaram à prisão. Não há evidências de que passar mais tempo na prisão aumente a taxa de reincidência, e aqueles que cumpriram as penas mais longas, 61 meses ou mais, tiveram uma taxa de nova prisão ligeiramente menor (54,2%) do que outras categorias. Isso pode ser explicado pela idade média mais avançada daqueles soltos com sentenças mais longas, já que há uma forte correlação negativa entre reincidência e idade na soltura. Um estudo que acompanhou 404 638 prisioneiros em 30 estados após a soltura em 2005 mostrou que, dentro de três anos, 67,8% foram presos novamente; dentro de cinco anos, 76,6% foram presos novamente, e 56,7% dos que foram presos novamente foram detidos no primeiro ano após a soltura.

### Comparação com outros países

Um mapa das taxas de encarceramento por país

Até 1980, os Estados Unidos mantinham uma população carcerária média de aproximadamente 100 prisioneiros por 100 000 habitantes, alinhada com a média global. A partir dessa década, essa taxa aumentou significativamente. Em 2016, os EUA registraram a maior população carcerária do mundo, com 2 121 600 pessoas em instalações para adultos, e a maior taxa de encarceramento, com 655 prisioneiros por 100 000 habitantes. Segundo a Lista Mundial da População Carcerária (11ª edição), em 2015, havia cerca de 10,35 milhões de pessoas em instituições penais globalmente, com os EUA detendo 2 173 800 prisioneiros em instalações para adultos, o que representava 21% do total mundial, embora o país correspondesse a apenas 4,4% da população global.
Em comparação com outros países desenvolvidos de língua inglesa, a taxa de encarceramento dos EUA (655 por 100 000) é consideravelmente superior à do Canadá (114 por 100 000 em 2015), Inglaterra e País de Gales (146 por 100 000 em 2016), Austrália (160 por 100 000 em 2016) e Irlanda (82 por 100 000 em agosto de 2022). Entre outros países desenvolvidos, a taxa da Espanha é de 133 por 100 000 (2016), Grécia 89 por 100 000 (2016), Noruega 73 por 100 000 (2016), Países Baixos 69 por 100 000 (2014) e Japão 48 por 100 000 (2014).
De acordo com um relatório de 2021 da Prison Policy Initiative [en], todos os estados dos EUA possuem taxas de encarceramento superiores às de praticamente qualquer democracia independente no mundo. A Louisiana destaca-se com a maior taxa, de 1 094 por 100 000, sendo descrita em 2012 pelo The Times-Picayune como a capital prisional mundial.
Um artigo do New York Times de 2008 apontou que a duração das penas é o principal fator que distingue a política prisional americana. Embora o número anual de sentenças impostas não coloque os EUA no topo das listas de encarceramento, as penas mais longas resultam em uma taxa total de encarceramento mais alta.
A população carcerária dos EUA cresceu 500% nas três décadas após a implementação de leis de sentenciamento mais rigorosas, associadas à Guerra às Drogas e ao movimento "tough on crime". Em 2008, a taxa de encarceramento atingiu seu pico, com cerca de 1 em cada 100 adultos americanos presos, superando a média de encarceramento da União Soviética durante o sistema Gulag, que detinha cerca de 0,8 prisioneiros por 100 habitantes. Em 2012, Adam Gopnik, em um artigo na The New Yorker, destacou que mais de seis milhões de pessoas estavam sob supervisão correcional nos EUA, um número superior ao do arquipélago Gulag sob Stalin em seu auge.

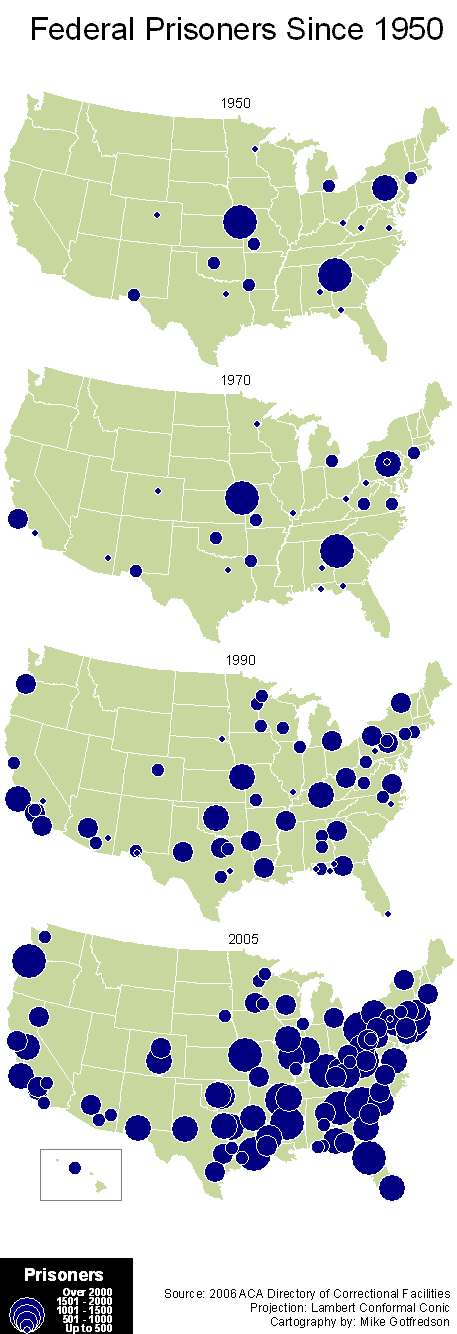
Distribuição de prisioneiros federais nos EUA desde 1950

## Operacional

### Sistemas Prisionais
O sistema prisional americano é marcado por grande heterogeneidade, sendo impreciso falar em um único "sistema de justiça criminal". Em 2023, havia 1 566 prisões estaduais, 98 prisões federais, 3 116 cadeias locais, 1 323 instalações correcionais juvenis, 181 centros de detenção de imigrantes e 80 casas de detenção em terras indígenas, além de prisões militares, centros de internação civil, hospitais psiquiátricos estaduais e prisões em territórios americanos.
Apesar dessa diversidade, o sistema pode ser dividido em quatro instituições principais: prisões estaduais, prisões federais, cadeias locais e instalações correcionais juvenis. As prisões estaduais, geridas por departamentos de correção estaduais, abrigam pessoas condenadas por crimes graves, geralmente com penas superiores a um ano. As prisões federais, administradas pelo Bureau of Prisons, detêm condenados por crimes federais e detentos em prisão preventiva. As cadeias locais, operadas por condados ou municípios, abrigam réus aguardando julgamento e condenados com penas curtas, geralmente inferiores a um ano. As instalações correcionais juvenis, geridas por autoridades locais ou estaduais, são destinadas a jovens considerados delinquentes e confinados por ordem judicial.

### Níveis de Segurança
Em muitos estados, os departamentos de correção classificam os detentos em instalações com diferentes níveis de segurança, variando em medidas de segurança, administração, tipo de habitação e armamentos utilizados pelos agentes correcionais. O Bureau of Prisons federal utiliza uma escala de um a cinco, sendo cinco o nível mais seguro e um o menos seguro. Os sistemas estaduais operam de forma semelhante. Na Califórnia, por exemplo, as instalações são classificadas de Centro de Recepção a Níveis I a V (mínima a máxima segurança), incluindo unidades de alta segurança como a Security Housing Unit (SHU), equivalente às prisões supermax [en], e outras unidades especializadas (todas consideradas Nível V). Cadeias locais, geralmente menores que prisões, enfrentam desafios para gerenciar questões de segurança devido à superlotação. Por abrigarem uma variedade de detentos — de réus aguardando julgamento a pessoas com histórico de fugas ou violência —, as cadeias frequentemente possuem múltiplos níveis de segurança em uma única instalação, diferentemente das prisões, que costumam ter instalações especializadas para cada nível.
As prisões supermax oferecem o mais alto nível de segurança, abrigando os detentos considerados mais perigosos, de alto perfil ou de risco à segurança nacional. Essas unidades também recebem detentos que cometeram infrações graves em instalações menos seguras ou membros de gangues prisionais. A maioria dos estados possui seções supermax ou instalações inteiras designadas como tal. O Bureau of Prisons opera a ADX Florence, em Florence, Colorado, conhecida como a "Alcatraz das Montanhas Rochosas" e considerada uma das prisões mais seguras dos EUA. A ADX Florence possui uma seção supermax padrão, com confinamento de 23 horas por dia e comodidades limitadas, e uma seção ultramax "ideológica", com confinamento solitário permanente de 24 horas, contatos humanos raros e poucas oportunidades de melhorar as condições por bom comportamento.
Em prisões de segurança máxima (chamadas de high security no sistema federal), todos os detentos têm celas individuais com portas deslizantes controladas remotamente. Os prisioneiros podem sair das celas por uma hora diária (1,5 hora na Califórnia) e permanecem no bloco de celas ou em uma área cercada externa. Movimentos fora do bloco são altamente restritos, com uso de algemas e escolta por agentes correcionais.

Taxa de encarceramento por estado, 2016; exclui detentos da cadeia

Sob segurança rigorosa, os prisioneiros geralmente têm celas para uma ou duas pessoas operadas por uma estação de controle remoto. Cada cela tem seu próprio banheiro e pia. Os presos podem sair de suas celas para tarefas de trabalho ou programas correcionais e, caso contrário, podem ser permitidos em uma área comum no bloco de celas ou em um pátio de exercícios. As cercas são geralmente duplas, com torres de vigilância que abrigam guardas armados e, muitas vezes, uma terceira cerca elétrica de corrente letal no meio.
Os prisioneiros que se enquadram no grupo de segurança média podem dormir em celas, mas as compartilham duas a duas, e usam beliches com armários para guardar seus pertences. Dependendo da instalação, cada cela pode ter chuveiros, banheiros e pias. As celas são trancadas à noite com a supervisão de um ou mais agentes penitenciários. Há menos supervisão sobre os movimentos internos dos prisioneiros. O perímetro é geralmente cercado por uma cerca dupla e patrulhado regularmente.
Na segurança mínima, os detentos, considerados de baixo risco e geralmente condenados por crimes não violentos, como crimes de colarinho branco, vivem em dormitórios menos seguros, patrulhados regularmente por agentes. Esses locais possuem chuveiros, banheiros e pias comunitários. A segurança é garantida por uma cerca simples, monitorada, mas não patrulhada, por guardas armados. Em áreas rurais remotas, pode não haver cercas. Detentos em instalações de segurança mínima frequentemente trabalham em projetos comunitários, como limpeza de rodovias ou conservação ambiental, e muitas vezes estão localizados próximos a bases militares, prisões maiores ou instituições governamentais para fornecer mão de obra. Alguns estados permitem acesso à internet para detentos em instalações de segurança mínima.

### Correspondência
Detentos que mantêm contato com familiares e amigos fora da prisão têm menor probabilidade de cometer novos crimes e geralmente enfrentam uma reintegração mais fácil à sociedade. A correspondência com amigos e familiares é especialmente benéfica quando visitas presenciais são raras. No entanto, existem diretrizes rigorosas sobre o que constitui correspondência aceitável, e essas políticas são rigorosamente aplicadas.
Correio que viola as políticas prisionais pode resultar em sanções, como a perda de redução de tempo de prisão por bom comportamento [en]. A maioria dos sites dos Departamentos de Correção [en] fornece informações detalhadas sobre políticas de correspondência, que podem variar dentro de uma mesma prisão, dependendo da área onde o detento está alojado. Por exemplo, detentos em corredores da morte ou em segurança máxima enfrentam diretrizes mais rígidas por razões de segurança.
Houve desafios notáveis aos serviços de correspondência prisional. Em 2007, o Departamento de Correções do Missouri [en] proibiu detentos de usar sites de correspondência, alegando que eles eram usados para solicitar dinheiro e fraudar o público. Provedores de serviços, como o WriteAPrisoner.com, junto com a ACLU, planejaram contestar a proibição em tribunais federais. Restrições semelhantes já foram consideradas inconstitucionais em outros tribunais, com base na liberdade de expressão da Primeira Emenda. Algumas iniciativas religiosas promovem os efeitos positivos da correspondência para detentos e oferecem apoio para reintegração, como assistência na busca por empregos. A capacidade dos detentos de enviar cartas a outros detentos foi limitada por decisões judiciais.

### Condições
A organização não governamental Human Rights Watch afirma que prisioneiros e detentos enfrentam condições "abusivas, degradantes e perigosas" em instalações locais, estaduais e federais, incluindo aquelas operadas por empresas privadas. A organização também levantou preocupações sobre estupros nas prisões e cuidados médicos inadequados para detentos [en]. Uma pesquisa com 1 788 detentos masculinos em prisões do Meio-Oeste, publicada no Prison Journal, revelou que cerca de 21% relataram terem sido coagidos ou pressionados a atividades sexuais durante o encarceramento, e 7% afirmaram terem sido estuprados na instalação atual.

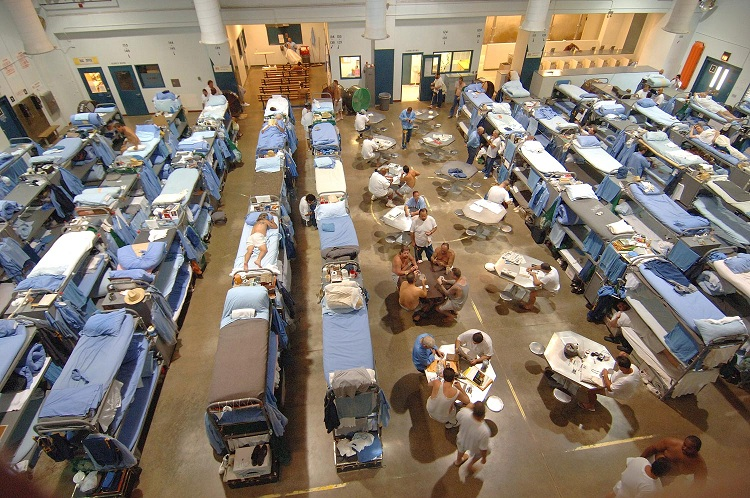
Instalações de moradia na en (2006)

Em 2003, um artigo da Harper’s Magazine estimou que entre 20% e 40% dos prisioneiros americanos estavam infectados com hepatite C. Prisões podem terceirizar cuidados médicos para empresas privadas, como a Corizon [en], que, segundo pesquisas, minimizam os cuidados para maximizar lucros. Após a privatização da saúde nas prisões do Arizona, os gastos médicos caíram 30 milhões de dólares, e o pessoal foi significativamente reduzido. Nos primeiros oito meses de 2013, cerca de 50 prisioneiros morreram sob custódia, em comparação com 37 nos dois anos anteriores combinados.
A qualidade da alimentação fornecida aos detentos também é uma questão, com autoridades correcionais buscando reduzir custos ao terceirizar serviços de alimentação para empresas como Aramark [en], A’Viands e ABL Management. Um motim em uma prisão de Kentucky foi atribuído à baixa qualidade da comida fornecida pela Aramark, que continha vermes e fezes humanas. Um estudo de 2017 dos Centros de Controle e Prevenção de Doenças revelou que detentos são 6,4 vezes mais propensos a contrair doenças relacionadas à alimentação do que a população geral devido a falhas na segurança alimentar.
A violência de gangues é outro problema, já que muitos membros de gangues mantêm sua identidade e afiliações na prisão. A segregação de membros de gangues [en] identificados, com diferentes gangues alojadas em unidades separadas, frequentemente resulta no confinamento desses detentos com aliados no crime, transformando prisões em "instituições superiores de aprendizado criminal".
Muitas prisões americanas sofrem com superlotação. Na Califórnia, as 33 prisões, projetadas para 100 000 detentos, abrigavam 170 000. Para acomodar o excesso, ginásios e salas de aula foram convertidos em dormitórios com centenas de beliches, sem barreiras para separar os detentos. Essa situação, combinada com segurança inadequada e falta de pessoal, levou a um aumento da violência e a um sistema de saúde prisional que causa uma morte por semana. Tribunais ordenaram que a Califórnia reduzisse 27% de sua população carcerária, citando a proibição de punições cruéis e incomuns da Oitava Emenda. Um tribunal de três juízes, analisando casos como Plata v. Schwarzenegger [en] e Coleman v. Schwarzenegger [en], concluiu que a superlotação tornou as prisões da Califórnia criminogênicas.
Em 2005, o caso Cutter v. Wilkinson [en] da Suprema Corte dos EUA estabeleceu que prisões que recebem fundos federais não podem negar acomodações necessárias para práticas religiosas.
Em 2011, a Suprema Corte determinou que a Califórnia, com a maior taxa de superlotação do país na época, reduzisse sua população carcerária em 30 000 em dois anos.

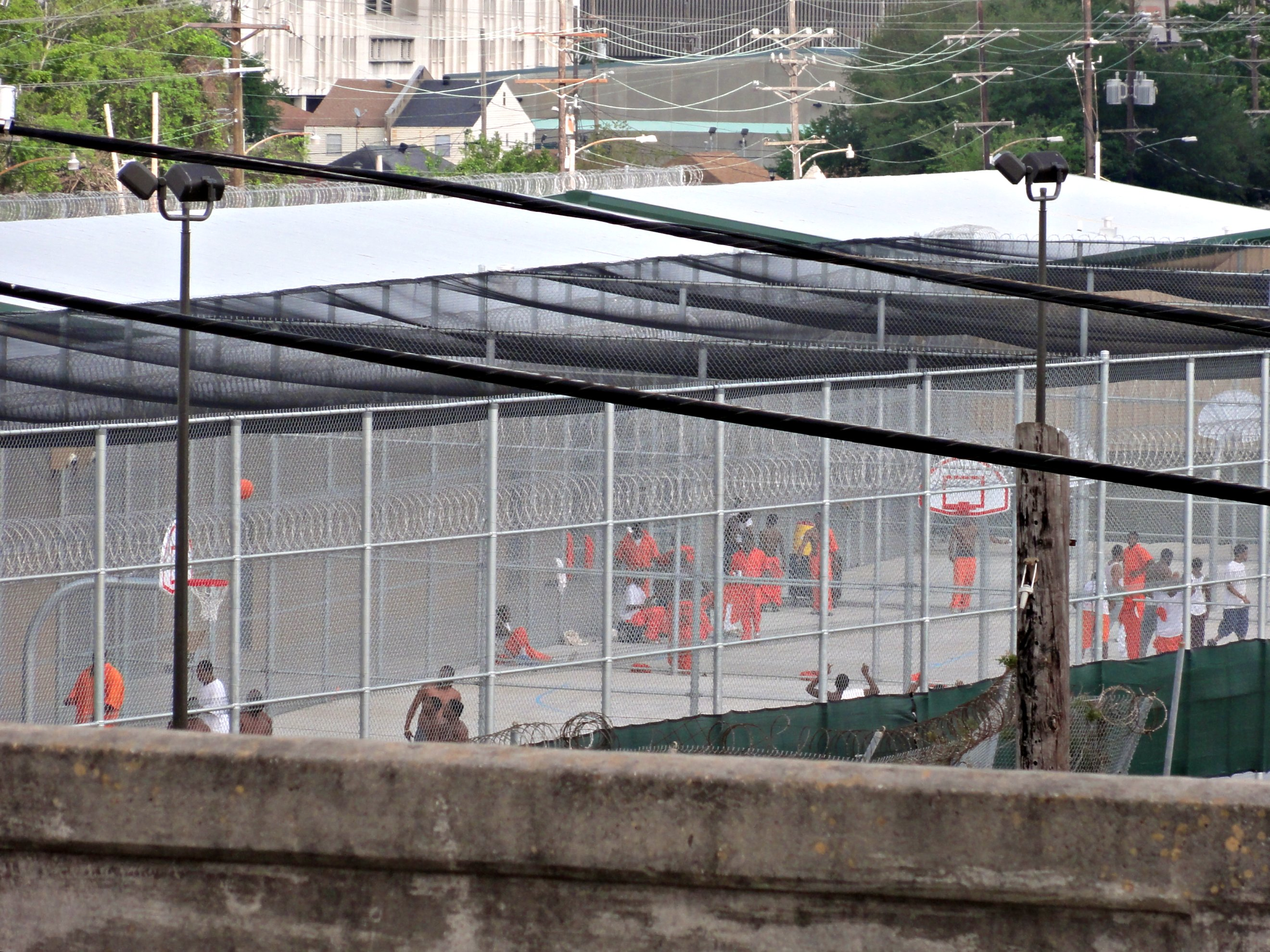
Detentos em um pátio da en

O confinamento solitário é amplamente utilizado, mas subnotificado por muitos estados. Estima-se que mais de 120 000 pessoas estejam em confinamento solitário em um dado dia nos EUA, mais do que em qualquer outro país. Em Louisiana, com 843 prisioneiros por 100 000 habitantes, casos como o dos Angola Three [en] mostram detentos mantidos em isolamento por até 40 anos. Em 2011, a ONU condenou o confinamento solitário como uma forma de tortura.
Em 1999, a Suprema Corte da Noruega recusou extraditar um traficante americano, alegando que as prisões dos EUA não atendiam aos padrões humanitários mínimos.
Em 2011, cerca de 885 pessoas morreram em cadeias locais nos EUA, e estatísticas federais indicam que aproximadamente 4 400 detentos morrem anualmente em prisões e cadeias, excluindo execuções.
Preservativos para detentos estão disponíveis apenas no estado de Vermont e em cadeias do condado de São Francisco.
Em setembro de 2016, agentes correcionais da Holman Correctional Facility [en] entraram em greve devido a preocupações com segurança e superlotação, com prisioneiros descrevendo a instalação como um "matadouro" devido a esfaqueamentos frequentes.
Durante a pandemia de COVID-19, os Centros de Controle e Prevenção de Doenças relataram que, até 21 de abril de 2020, 32 das 37 jurisdições que responderam confirmaram casos de COVID-19 em instalações correcionais, totalizando 4 893 casos e 88 mortes entre detentos e 2 778 casos e 15 mortes entre funcionários.

### Condições para Mulheres
As condições para mulheres, especialmente mulheres negras, são frequentemente precárias. As prisões, predominantemente voltadas para homens, alocam menos recursos para mulheres. Um problema grave é o assédio sexual, frequentemente perpetrado por guardas, que raramente recebe a atenção adequada, deixando as vítimas sem cuidados apropriados.
Com base em Are Prisons Obsolete? de Angela Davis, o complexo industrial prisional e o encarceramento em massa são moldados pelo gênero. Mulheres enfrentam traumas físicos, mentais e emocionais, incluindo abusos sexuais e falta de recursos para necessidades íntimas. Em prisões, mulheres são desumanizadas e tratadas como objetos, uma prática normalizada. A reforma prisional frequentemente ignora as experiências das mulheres, que sofrem abusos extremos, muitas vezes por guardas, e recebem penas mais longas que homens.
Os crimes menores cometidos por mulheres não são tratados com a mesma leniência que acusações de assassinato para homens. Mulheres são vistas como "desviantes" e suas ações como irracionais devido ao gênero, resultando em punições mais duras. A criminalidade feminina é vista como menos "normal" que a masculina, sendo considerada quase psicótica, o que leva a sentenças mais severas e maior probabilidade de internação em hospitais psiquiátricos ou prescrição de tratamentos psiquiátricos.

### Privatização
Antes dos anos 1980, prisões privadas não existiam nos EUA. Durante essa década, a Guerra às Drogas da administração Reagan aumentou o número de pessoas encarceradas, criando uma demanda por mais espaço prisional. Isso levou ao surgimento da privatização e da indústria prisional com fins lucrativos.
Um estudo de 1998 comparando três prisões de segurança média na Louisiana — duas privadas e uma pública — sugeriu que as prisões privadas eram mais econômicas sem comprometer a segurança de detentos e funcionários. As prisões privadas apresentaram menor custo por detento, menos incidentes críticos, ambientes mais seguros e maior proporção de detentos completando cursos educacionais e vocacionais. No entanto, a prisão pública superou as privadas em áreas como menor número de tentativas de fuga, controle de abuso de substâncias, oferta de cursos educacionais e vocacionais mais ampla e maior variedade de serviços de tratamento, recreação, sociais e reabilitativos.
Marie Gottschalk, professora de ciência política, argumenta que estudos que afirmam que prisões privadas são mais baratas não consideram as diferenças fundamentais entre instalações públicas e privadas, e que a indústria prisional utiliza práticas de seleção tendenciosas e transferência de custos para manter a ilusão de eficiência. A União Americana pelas Liberdades Civis relatou em 2013 que prisões privadas são mais sujas, violentas, menos responsáveis e possivelmente mais caras que as públicas, sendo um grande contribuinte para orçamentos estaduais inflados e o encarceramento em massa. Louisiana, a capital prisional mundial, deve sua posição à indústria prisional lucrativa, com a maioria dos detentos alojada em instalações privadas que dependem de um fluxo constante de prisioneiros para sustentar uma indústria de 182 milhões de dólares.
Um relatório de 2013 da Bloomberg indicou que as taxas de agressão em instalações privadas no Mississippi eram três vezes maiores que nas públicas. A Walnut Grove Youth Correctional Facility [en], privada, foi a prisão mais violenta do estado em 2012, com 27 agressões por 100 detentos. Um processo federal movido pela ACLU e pelo Southern Poverty Law Center em 2013 contra a East Mississippi Correctional Facility [en], também privada, descreveu condições "hiperviolentas", "bárbaras" e "caóticas", com gangues explorando detentos com doenças mentais, que eram privados de cuidados médicos. Motins em instalações privadas, como o da Adams County Correctional Facility [en] em 2012, que deixou um agente morto e dezenas de feridos, também ocorreram em outros estados.

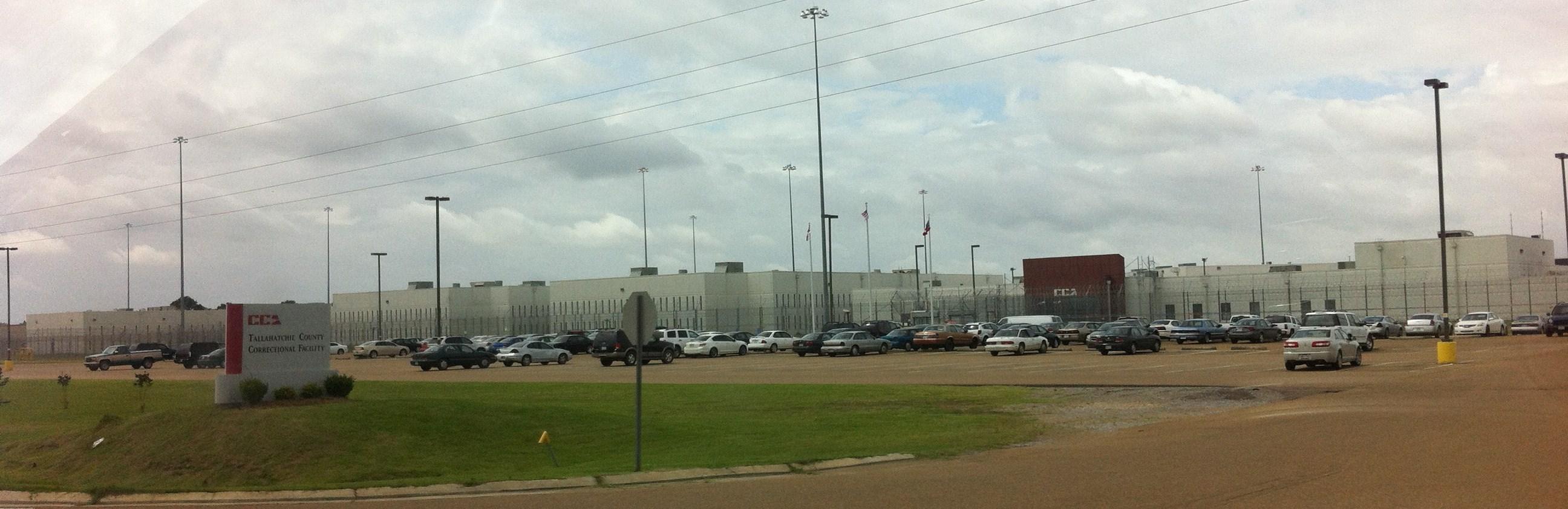
en, no Mississippi, operada pela Corrections Corporation of America (CCA)

John L. Campbell, sociólogo da Faculdade de Dartmouth, afirma que as prisões privadas nos EUA se tornaram um "negócio lucrativo". Entre 1990 e 2000, o número de instalações privadas cresceu de cinco para 100, operadas por cerca de 20 empresas. No mesmo período, o preço das ações da Corrections Corporation of America (CCA), que se renomeou CoreCivic [en] em 2016, subiu de 8 para 30 dólares. Grandes investidores, como Wells Fargo, Bank of America, Fidelity Investments, General Electric e The Vanguard Group, têm participações na indústria. Nos últimos dez anos, o número de detentos em prisões privadas nos EUA aumentou 44%.
A privatização de prisões gerou controvérsias, como a criação da lei Arizona SB 1070 [en], elaborada pelo congressista Russell Pearce e a CCA em uma reunião da American Legislative Exchange Council [en] (ALEC). Tanto a CCA quanto a GEO Group [en], as maiores operadoras de instalações privadas, são contribuintes da ALEC, que defende políticas que aumentam o encarceramento, como leis de reincidência [en] e "truth-in-sentencing [en]". Nos anos 1990, a CCA, então co-presidente da ALEC, co-patrocinou estas leis, que exigiam que criminosos violentos cumprissem 85% de suas sentenças e impunham prisão perpétua obrigatória após uma terceira condenação por crime grave. Sindicatos de agentes correcionais em instalações públicas, como a California Correctional Peace Officers Association [en], também apoiaram essas medidas no passado, contribuindo para o aumento da população carcerária.
Além da CCA e da GEO Group, empresas como Management and Training Corporation [en] e Community Education Centers [en] operam no setor. A GEO Group, antes conhecida como Wackenhut Corrections division, incorporou a Correctional Services Corporation [en] e a Cornell Companies [en] em 2005 e 2010. Essas empresas frequentemente assinam contratos com estados que os obrigam a manter camas prisionais ocupadas ou compensar por vagas não utilizadas.
Empresas de serviços prisionais se organizam na American Correctional Association [en], uma organização 501(c)(3) que advoga por legislações favoráveis à indústria, formando o chamado complexo industrial prisional. Um exemplo deste fenômeno é o escândalo Kids for Cash [en] na Pensilvânia, onde dois juízes receberam propinas para enviar jovens condenados por crimes menores a uma instalação juvenil privada operada pela Mid Atlantic Youth Service Corporation.
A indústria reconhece que a redução das taxas de criminalidade pode afetar seus lucros, como indicado em um relatório da CCA de 2010, que destaca que a redução nas taxas de crimes pode levar a menos prisões, condenações e sentenças de encarceramento.
Gottschalk argumenta que, embora as empresas privadas não tenham sido os principais impulsionadores do encarceramento em massa inicialmente, elas desempenham um papel significativo em sua manutenção, opondo-se a medidas que reduzam sentenças ou encurtem penas.
Em 2000, o salário inicial médio anual para agentes correcionais públicos era de 23 002 dólares, contra 17 628 dólares para guardas de prisões privadas. O baixo salário contribui para a alta rotatividade em prisões privadas, de 52,2%, em comparação com 16% em instalações públicas.
Em setembro de 2015, o senador Bernie Sanders apresentou o projeto de lei "Justice Is Not for Sale", que proibiria o governo dos EUA, em níveis federal, estadual e local, de contratar empresas privadas para operar instalações de detenção dentro de dois anos.
Em agosto de 2016, um relatório do Departamento de Justiça dos EUA afirmou que prisões federais privadas eram menos seguras, menos protegidas e mais punitivas que outras prisões federais. Pouco depois, o Departamento anunciou que cessaria o uso de prisões privadas. No entanto, em fevereiro de 2017, sob o procurador-geral Jeff Sessions, a proibição foi revertida, permitindo a retomada do uso de prisões privadas, que experimentaram um crescimento significativo durante a administração Trump.
A CCA e a GEO Group também expandiram para o mercado de detenção de imigrantes. Em 2017, suas receitas combinadas de contratos de prisões privadas atingiram cerca de 4 bilhões de dólares, com o Serviço de Imigração e Controle de Aduanas dos Estados Unidos da América (ICE) sendo seu principal cliente.

### Trabalho
Cerca de 18% dos prisioneiros elegíveis em prisões federais são empregados pela UNICOR [en], recebendo menos de 1,25 dólar por hora. As prisões têm se tornado, gradualmente, uma fonte de mão de obra de baixo custo para corporações que buscam terceirizar trabalho para detentos [en]. Entre as empresas que utilizam trabalho prisional estão Walmart, Eddie Bauer [en], Victoria's Secret, Microsoft, Starbucks, McDonald's, Nintendo, Chevron Corporation, Bank of America, Koch Industries, Boeing e Costco Wholesale.
Inicialmente, leis aprovadas durante o New Deal proibiam o uso de trabalho prisional, exceto para instituições estaduais. Contudo, a pressão de corporações levou à permissão do uso de mão de obra prisional em 1979, e, em 1995, as empresas obtiveram isenções das leis de salário mínimo.
Estima-se que um em cada nove funcionários do governo estadual trabalhe no sistema correcional. Com a redução da população carcerária nos EUA em 2010, estados começaram a fechar prisões. Por exemplo, a Virgínia fechou 11 prisões desde 2009, impactando cidades como Boydton, que enfrentam desemprego devido ao fechamento do Mecklenburg Correctional Center [en].
Em 2010, prisioneiros na Geórgia organizaram a Greve Prisional da Geórgia de 2010 [en] para exigir mais direitos.
Em setembro de 2016, grandes greves coordenadas ocorreram em 11 estados [en], com detentos denunciando condições sanitárias precárias e trabalhos que consideravam equivalentes à escravidão moderna e trabalho forçado. Organizada por grupos como o Industrial Workers of the World, a greve foi considerada a maior do tipo na história dos EUA.
A partir de 21 de agosto de 2018, outra greve prisional [en], promovida pela Jailhouse Lawyers Speak e pelo Incarcerated Workers Organizing Committee [en], ocorreu em 17 estados para protestar contra o tratamento injusto no sistema de justiça criminal. Os detentos criticaram a exclusão da 13ª Emenda, que permite trabalho forçado como punição por crimes, equiparando-o à escravidão moderna. A greve foi desencadeada por um motim mortal na Lee Correctional Institution [en] em abril daquele ano, causado por negligência e condições desumanas.
De acordo com um relatório de 2022 da ACLU, o trabalho prisional gera 11 bilhões de dólares anuais em bens e serviços, com detentos frequentemente forçados a realizar trabalhos perigosos sem proteções trabalhistas, com pouco treinamento e salários de centavos por hora ou até sem remuneração.
Em 2023, um movimento nacional buscou fechar a "brecha da escravidão" na 13ª Emenda, que permite trabalho forçado como punição criminal. Segundo estudiosos constitucionais, a emenda tem sido violada, pois a maioria dos estados obriga detentos a trabalhar sem ou com compensação marginal.

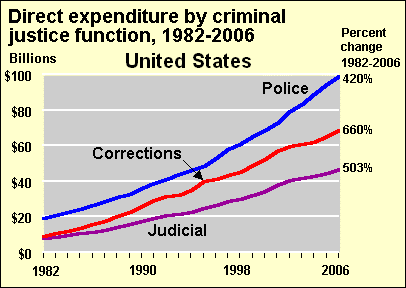
U.S. Bureau of Justice Statistics. Não ajustado pela inflação

### Custos
Em 2011, os custos com justiça, polícia e correções totalizaram 212 bilhões de dólares, segundo o U.S. Census Bureau. Em 2007, cerca de 74 bilhões de dólares foram gastos em correções, conforme o U.S. Bureau of Justice Statistics. No entanto, um white paper da Church indica que o orçamento solicitado para prisões e detenção federais em 2015 foi de 8,5 bilhões de dólares, com o Federal Bureau of Prisons gastando 6,9 bilhões, empregando 20 911 agentes correcionais em 43 297 posições. O total gasto por estados e governo federal, incluindo subsídios para cadeias locais, foi de 56,9 bilhões de dólares em 2014, alcançando 64,9 bilhões com os gastos em cadeias locais.
Em 2014, o custo médio de encarceramento em instalações do Federal Bureau of Prisons foi de 30 619,85 dólares por detento por ano, enquanto o custo anual em centros de reintegração residencial foi de 28 999,25 dólares.
Em 2010, segundo um estudo do Vera Institute of Justice, o custo médio por detento em prisões estaduais foi de 31 286 dólares, variando de 14 603 dólares em Kentucky a 60 076 dólares em Nova York.

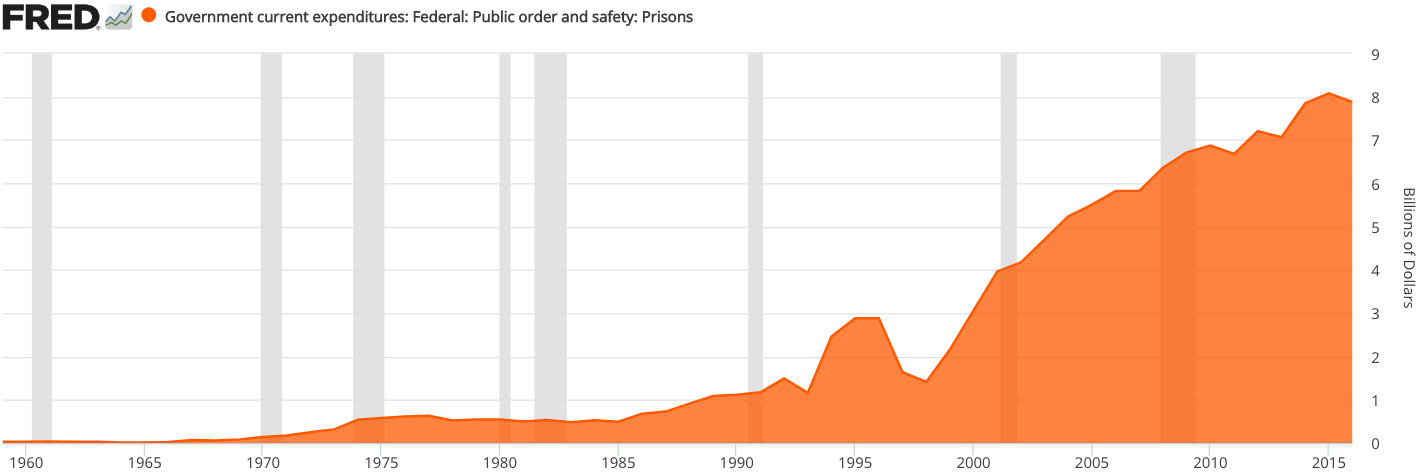
Custo anual das prisões federais

Na Califórnia, em 2008, o custo médio anual por detento em prisões estaduais foi de 47 102 dólares, um aumento de cerca de 19 500 dólares de 2001 a 2009.
Manter as cerca de 500 000 pessoas em cadeias nos EUA aguardando julgamento, sem condições de pagar fiança, custa 9 bilhões de dólares por ano. A maioria dos detentos em cadeias são infratores não violentos de crimes menores. No início dos anos 1990, a maioria dos réus não violentos era liberada sob sua própria responsabilidade [en] para comparecer ao julgamento, mas agora a maioria recebe fiança, e muitos pagam a bail bondsmen [en] para cobri-la. Em 2009, 62% dos detentos em cadeias locais aguardavam julgamento, com Illinois registrando a maior taxa em 2019, com 89% de detentos não condenados.
Os bondsmen têm pressionado para limitar programas de liberação pré-julgamento em vários estados, promovendo legislações que restringem recursos desses programas e buscando isenção de pagamento de fiança caso o réu cometa novos crimes. Com um poderoso grupo de interesse e milhões de dólares, eles enfrentam agências de liberação pré-julgamento com recursos limitados.
Para aliviar a superlotação, mais de 10 condados consideram construir novas cadeias anualmente. Por exemplo, o condado de Lubbock, Texas, decidiu construir uma megacadeia de 110 milhões de dólares. O custo médio de uma cadeia é de 60 dólares por dia por pessoa nacionalmente. No condado de Broward, Flórida, a liberação pré-julgamento supervisionada custa cerca de 7 dólares por dia por pessoa, enquanto a cadeia custa 115 dólares. O sistema de cadeias consome um quarto de cada dólar de imposto do condado, sendo a maior despesa para os contribuintes.
A National Association of State Budget Officers relatou que, em 2009, os gastos com correções representaram 3,4% do total de gastos estaduais e 7,2% dos fundos gerais. Alguns estados excluem itens como aconselhamento para delinquência juvenil, gastos com instituições juvenis, centros de reabilitação para abuso de drogas, instituições para criminosos com transtornos mentais e auxílios a governos locais para cadeias.
Em 2007, os custos com cuidados médicos para detentos cresciam 10% ao ano.
Um estudo de 2016 da Universidade Washington em St. Louis estimou que o custo real do encarceramento excede 1 trilhão de dólares, com metade desse valor recaindo sobre famílias, crianças e comunidades dos encarcerados.
Uma análise de 2016 do Departamento de Educação dos EUA mostrou que, desde 1980, os gastos estaduais e locais com encarceramento cresceram três vezes mais que os gastos com educação pública.

## Efeitos

Taxas de crimes contra a propriedade nos Estados Unidos por 100 000 habitantes a partir de 1960 (fonte: Bureau of Justice Statistics)

### Crime
Estudos do início dos anos 2000 indicam que o aumento do encarceramento tem um efeito negativo sobre o crime, mas esse impacto diminui à medida que a taxa de encarceramento cresce. Altas taxas de admissão prisional aumentam os índices de criminalidade, enquanto taxas moderadas os reduzem. O número de liberações de prisioneiros em uma comunidade em um ano está positivamente relacionado com a taxa de criminalidade dessa comunidade no ano seguinte.
Um estudo de 2010, usando dados de 1978 a 2003, mostrou que os efeitos de redução de crime do aumento do encarceramento são completamente neutralizados pelos efeitos de aumento de crime da reintegração de prisioneiros.
Um estudo de 2015 do Brennan Center for Justice [en] concluiu que a queda nas taxas de criminalidade não pode ser atribuída ao encarceramento em massa.

### Sociedade
Dentro de três anos após a liberação, 67% dos ex-prisioneiros são presos novamente, e 52% são reencarcerados, segundo um estudo baseado em dados de 1994. Wenona Thompson, ex-detenta, afirmou que percebeu fazer parte de um ciclo onde o sistema parecia esperar seu retorno.
Em 1995, o governo destinou 5,1 bilhões de dólares para novos espaços prisionais, com cada 100 milhões de dólares gastos em construção gerando 53 milhões de dólares anuais em custos financeiros e operacionais por três décadas. O governo gasta cerca de 60 bilhões de dólares por ano em prisões, com um custo médio de 23 876 dólares por detento em 2005. O tratamento de reabilitação de drogas [en] em prisões custa cerca de 30 000 dólares por pessoa por ano, enquanto fora da prisão custa aproximadamente 8 000 dólares.

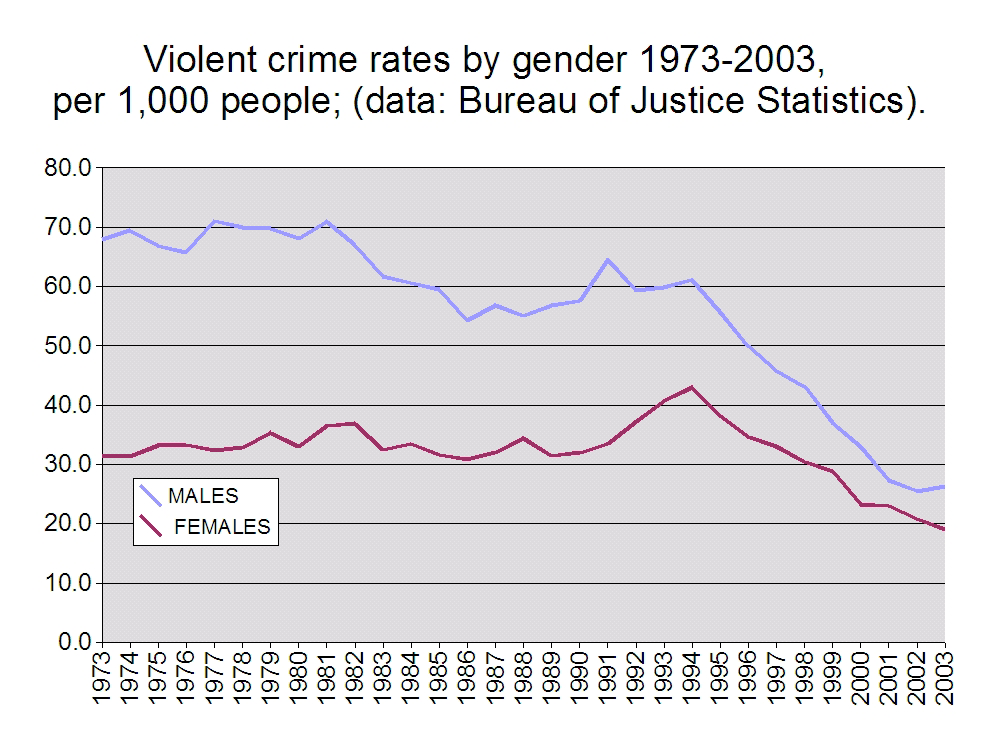
Taxas de crimes violentos por gênero 1973-200

Em 2016, mais de 6 milhões de americanos perderam o direito ao voto [en] devido a condenações por crimes graves. Pessoas recém-libertas de prisões são inelegíveis para assistência social na maioria dos estados, não podem acessar moradia subsidiada [en] e devem esperar dois anos para se candidatar ao Section 8 [en]. Encontrar emprego é desafiador, pois empregadores frequentemente verificam antecedentes criminais, e ex-detentos enfrentam discriminação no mercado de trabalho [en], além de terem conexões sociais reduzidas, dificultando a reintegração.
Em The New Jim Crow [en] (2011), a jurista Michelle Alexander argumentou que o sistema de encarceramento dos EUA impede homens negros de votar, afirmando que há mais afro-americanos sob controle correcional — em prisões, cadeias, liberdade condicional ou liberdade probatória — do que escravizados em 1850, antes da Guerra Civil. O trabalho de Alexander ganhou atenção significativa nos anos seguintes.
James Forman Jr., professor de Direito de Yale e crítico do encarceramento em massa, contra-argumentou que: 1) Afro-americanos, como representado por cidades como Washington, D.C., geralmente apoiaram políticas rígidas contra o crime; 2) Há uma conexão entre drogas e crimes violentos, ignorada por teóricos do New Jim Crow; 3) Esses teóricos negligenciam a classe social como fator de encarceramento, pois afro-americanos com educação avançada têm menos condenações, enquanto aqueles sem educação avançada têm mais.

### Família
O encarceramento de um indivíduo afeta não apenas ele, mas também seu círculo próximo. Para cada mãe encarcerada nos EUA, aproximadamente dez outras pessoas (filhos, avós, comunidade, etc.) são diretamente impactadas. Mais de 2,7 milhões de crianças americanas têm um pai ou uma mãe presos, o que equivale a uma em cada 27 crianças. Cerca de 80% das mulheres que entram em cadeias anualmente são mães. Esse efeito cascata amplifica os impactos debilitantes da prisão. Dadas a vulnerabilidade e a ingenuidade das crianças, é crucial entender como esse evento traumático as afeta negativamente, com impactos observados em crianças a partir dos três anos de idade. Governos estaduais e locais têm reconhecido esses efeitos prejudiciais e tentado enfrentá-los por meio de políticas públicas.

#### Impacto nas crianças
Os efeitos de uma experiência traumática precoce em uma criança podem ser divididos em impactos na saúde e externalizações comportamentais. Por exemplo, Lee et al. mostraram uma correlação significativa entre colesterol alto, enxaquecas e diagnóstico de HIV/AIDS em crianças com pais encarcerados. Crianças com um dos pais encarcerado também têm maior probabilidade de desenvolver problemas físicos, como obesidade, asma e atrasos no desenvolvimento, mesmo após ajustes por fatores socioeconômicos e raciais. A literatura atual reconhece que há uma variedade de resultados negativos em termos de saúde como resultado direto da separação de um dos pais pela polícia. Uma hipótese é que o estresse crônico, decorrente da incerteza sobre a situação legal do pai ou da mãe, é o principal fator para o surgimento de condições agudas e crônicas que podem se manifestar mais tarde na vida. A instabilidade imediata na vida da criança a priva de necessidades essenciais, como recursos financeiros para alimentação e afeto parental, indispensáveis para uma vida saudável. Embora a maioria dos efeitos adversos do encarceramento parental ocorra independentemente de ser o pai ou a mãe preso, algumas diferenças foram observadas. Por exemplo, meninos cujos pais foram encarcerados apresentam mais problemas comportamentais do que qualquer outra combinação de gênero entre pais e filhos.
No âmbito da saúde mental, os impactos mais comuns incluem transtornos de ansiedade, depressão e transtorno de estresse pós-traumático (TEPT). Essas condições podem se intensificar em um ciclo de retroalimentação positiva na ausência de uma figura parental. Devido à sua natureza crônica, podem ser detectadas em diferentes estágios do desenvolvimento infantil, permitindo estudos para avaliar a necessidade de serviços de saúde adicionais para prevenir riscos futuros. Pesquisas isolaram a relação entre o encarceramento parental e comportamentos antissociais. Em um estudo de caso em Boston, dois meses após a prisão do pai, o adolescente desenvolveu comportamentos agressivos e antissociais graves. Essas externalizações comportamentais são mais evidentes na escola, onde a criança interage com colegas e adultos, levando a punições e menor foco na educação, comprometendo perspectivas educacionais e profissionais futuras.
Além disso, crianças de pais encarcerados têm maior probabilidade de serem presas em comparação com aquelas cujos pais não foram presos. O estresse emocional severo transmitido aos pais afeta negativamente os filhos, desestabilizando o ambiente doméstico. O estigma social contra pais encarcerados é transferido para os filhos, sobrecarregando-os e impactando negativamente suas perspectivas de curto e longo prazo.

### Saúde
A população carcerária enfrenta problemas de saúde significativos durante o encarceramento, com taxas mais altas de doenças crônicas, infecciosas, transtornos mentais e dependência química em comparação com a população geral dos EUA. Indivíduos presos apresentam maior prevalência de hipertensão, diabetes, infarto do miocárdio, asma, artrite, câncer do colo do útero e hepatite. O ambiente prisional agrava condições crônicas devido à incapacidade de tratá-las adequadamente e ao estresse causado pelo isolamento social. Populações de baixa renda e minorias raciais são mais suscetíveis a resultados de saúde negativos devido a determinantes sociais, como má nutrição, menor nível educacional, maior exposição à violência comunitária e uso de drogas, além de acesso limitado a serviços de saúde antes do encarceramento.
A população carcerária também apresenta baixos níveis de alfabetização sanitária [en], definida como a capacidade de obter, processar e compreender informações de saúde para tomar decisões apropriadas. Mais de 60% de ex-detentos apresentam alfabetização sanitária inadequada, associada a menor confiança na administração de medicamentos, maior probabilidade de visitas a emergências hospitalares e dificuldade em gerenciar condições crônicas.

### Soluções de política pública
O processo de encarceramento de um pai ou mãe pode ser dividido em quatro fases: prisão, sentença, encarceramento e reintegração. Durante cada fase, soluções podem ser implementadas para mitigar os danos às crianças. Enquanto os pais estão ausentes, as crianças dependem de outros cuidadores (familiares ou amigos) para atender às suas necessidades básicas. As soluções focam nos cuidadores como ponto central para intervenções bem-sucedidas.

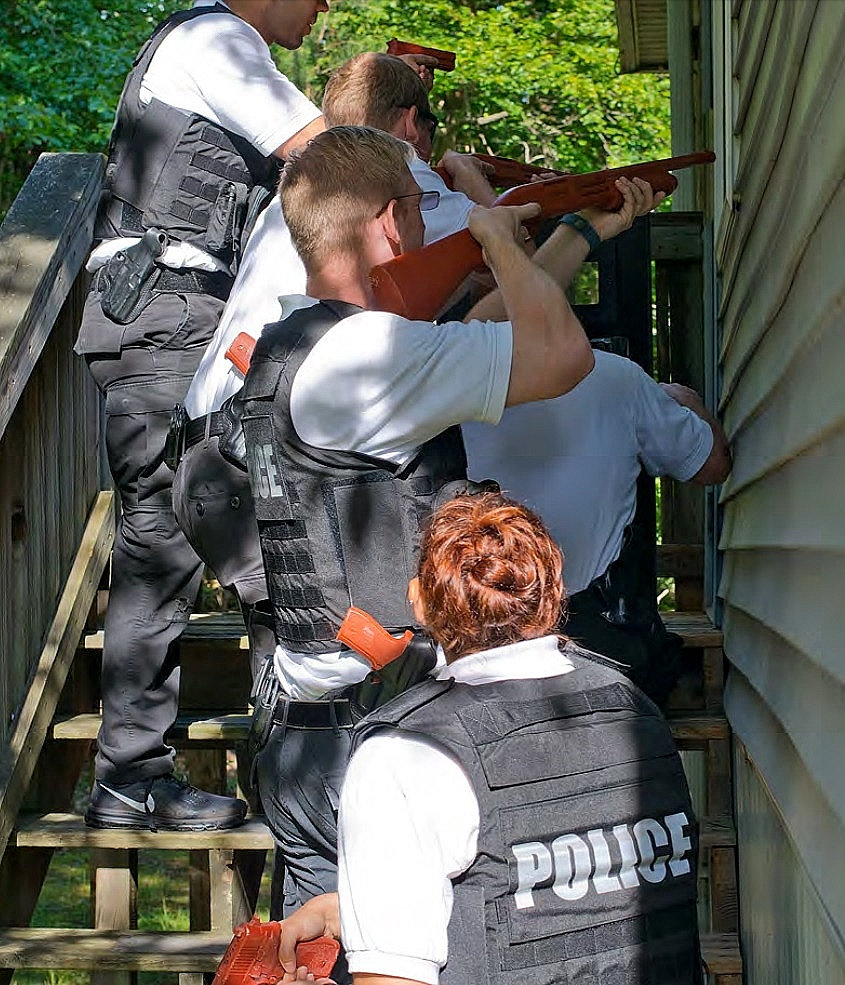
A entrada forçada na casa é o principal fator de estresse para crianças em uma residência

##### Fase de prisão
Uma em cada cinco crianças testemunha a prisão de um dos pais, o que pode gerar memórias vívidas [en] e pesadelos associados ao evento. Para reduzir esses impactos, cidades como São Francisco implementaram, em 2005, políticas de treinamento para policiais, tornando-os mais atentos à situação familiar antes de entrar em uma residência. Essas diretrizes estipulam que, na ausência de informações prévias, os policiais perguntem ao suspeito sobre a presença de crianças no local. Novo México aprovou uma lei em 2009 para garantir a segurança infantil durante prisões parentais, e a Califórnia financia treinamentos para agentes sobre como conduzir prisões na presença de familiares. A nível federal, o Departamento de Justiça fornece diretrizes para policiais em todo o país, visando melhor atender crianças em situações familiares difíceis.

##### Fase de sentença
Na fase de sentença, o juiz é a principal autoridade para determinar a punição apropriada. Considerar os efeitos da sentença sobre os filhos do réu pode ajudar a preservar a relação pai-filho. Em Oklahoma, uma lei de 2014 exige que juízes questionem se o condenado é um pai ou mãe solo com guarda, autorizando a mobilização de recursos para monitorar a transição da criança para novas circunstâncias. A proximidade da prisão ou cadeia à residência do indivíduo preso é um fator crucial para manter a relação com os filhos, facilitando visitas e promovendo um vínculo mais saudável. Em 2015, o Senado de Nova York aprovou um projeto de lei para garantir que os condenados sejam encarcerados nas instalações mais próximas de suas residências. 
Em 1771, o Barão Auckland escreveu em Principles of Penal Law que: "O encarceramento, imposto por lei como punição, não está de acordo com os princípios de uma legislação sábia. Ele transforma súditos úteis em fardos para a comunidade e sempre tem um efeito negativo sobre seus costumes: também não pode servir de exemplo, sendo, por sua natureza, isolado dos olhos do público."

##### Fase de encarceramento
Durante o cumprimento da pena, medidas foram implementadas para permitir que os pais exerçam seu papel como modelos e cuidadores. Em Nova York, recém-nascidos podem permanecer com suas mães por até um ano, reconhecendo a importância da presença materna para o desenvolvimento físico e cognitivo. Ohio exige suporte em berçários para detentas grávidas, e a Califórnia transfere mulheres presas com filhos para instalações comunitárias que oferecem cuidados pediátricos. Essas regulamentações são respaldadas por pesquisas que destacam a necessidade de crianças pequenas estarem com uma figura parental, preferencialmente a mãe, para um desenvolvimento adequado. A nível federal, a ex-vice-procuradora geral Sally Yates instituiu medidas para fortalecer laços familiares, incluindo melhorias na infraestrutura para videoconferências e informações sobre como contatar filhos colocados em sistemas de acolhimento.

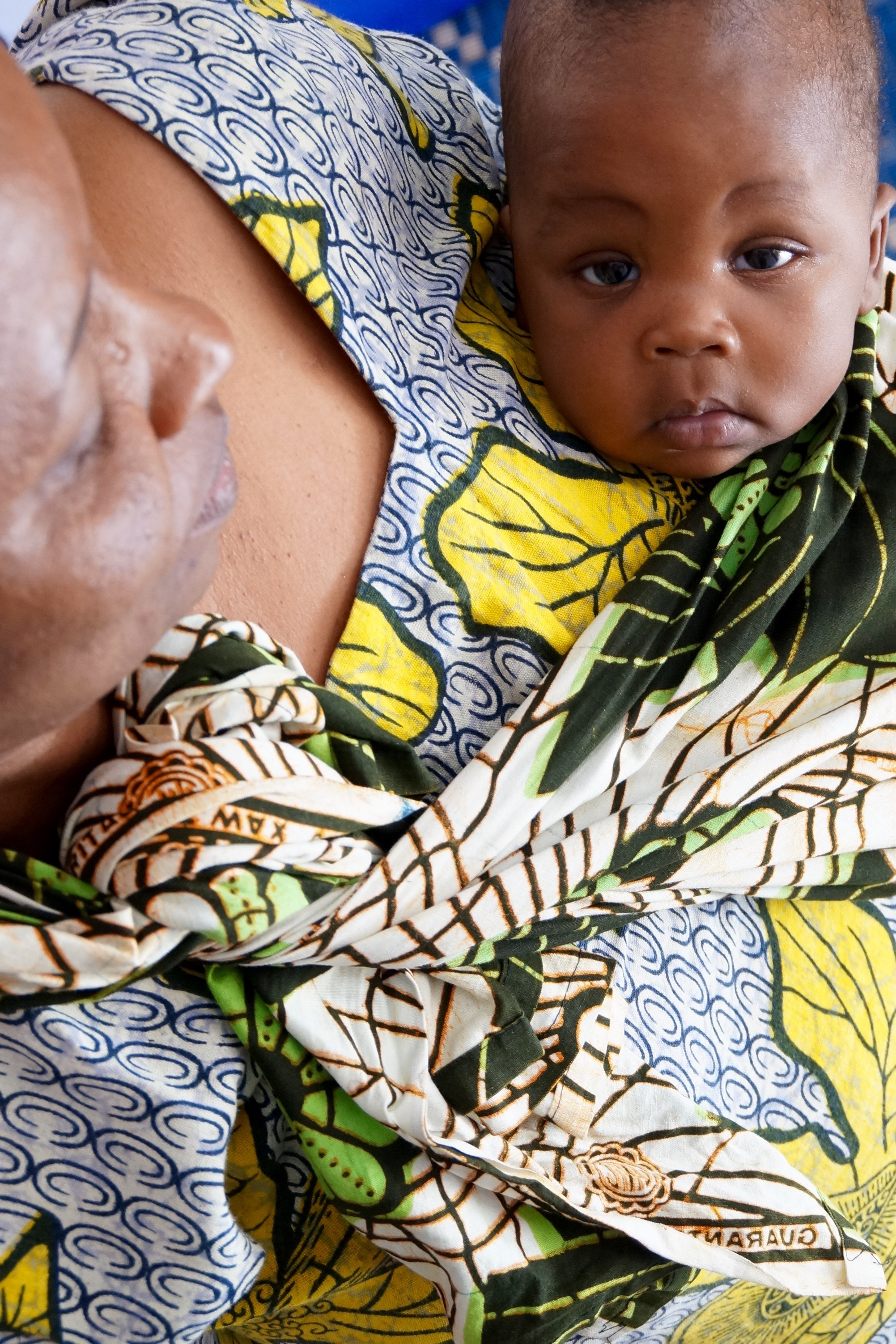
As avós são as cuidadoras mais comuns de crianças com pais encarcerados

##### Fase de reintegração
A reintegração à comunidade e à estrutura familiar é a última fase do processo de encarceramento. A ausência prolongada pode dificultar o retorno do indivíduo previamente encarcerado, tanto para a família quanto para a sociedade, devido a desafios como encontrar moradia segura, seguro de saúde e emprego. Tomadores de decisão consideram essencial facilitar essa transição para restaurar a situação anterior à prisão. Embora a reintegração seja menos enfatizada em termos de políticas públicas, ela é crucial, pois o tempo em instalações correcionais pode deteriorar a capacidade de cuidado de alguns presos. Oklahoma tomou medidas significativas, oferecendo aos pais ferramentas para a reintegração, incluindo aulas sobre habilidades parentais.

### Cuidadores
Os efeitos sobre os cuidadores das crianças variam com base em fatores como a relação com o preso e a rede de apoio disponível, mas é sabido que cuidar de uma criança representa uma carga financeira e emocional. Além de cuidar da família nuclear, os cuidadores assumem a responsabilidade por outro indivíduo que requer atenção e recursos para prosperar. Dependendo da relação com o cuidador, a transição para um novo lar pode ser desafiadora para a criança. Políticas de intervenção visam garantir que o novo ambiente seja saudável e produtivo, com o governo federal financiando aconselhamento para familiares cuidadores e programas como os "navegadores de parentesco" em Washington, que oferecem aulas parentais e acesso a serviços jurídicos.

### Emprego
Registros criminais sérios impactam significativamente as chances de encontrar emprego. Muitos empregadores usam o histórico criminal como mecanismo de triagem, sem explorar detalhes específicos. Pessoas com antecedentes criminais enfrentam maior dificuldade para conseguir trabalho, e os efeitos psicológicos do encarceramento, como ansiedade social e desconfiança, prejudicam a reintegração no mercado de trabalho. Homens desempregados têm maior probabilidade de cometer crimes, contribuindo para uma taxa de 67% de reincidência entre ex-condenados. Em 2008, as dificuldades de homens com antecedentes criminais em encontrar emprego resultaram em uma redução de aproximadamente 1,6% na taxa de emprego, representando uma perda de 57 a 65 bilhões de dólares na economia dos EUA.
O impacto do encarceramento no emprego é ainda mais pronunciado quando analisado por raça. Um estudo de 2003 mostrou que homens brancos sem antecedentes criminais tinham 34% de chance de retorno em processos seletivos, contra 17% para aqueles com antecedentes. Homens negros sem antecedentes tinham 14% de chance, caindo para 5% com antecedentes. Homens negros sem histórico criminal enfrentam mais dificuldades para encontrar emprego do que homens brancos com antecedentes.
Um estudo de 2014 da Arizona State University revelou que mulheres hispânicas com antecedentes criminais tinham maior probabilidade de receber retorno de empregadores, enquanto mulheres brancas apresentavam os piores resultados. Entre homens, brancos com antecedentes tinham 125% mais chances de retorno do que negros e 18% mais do que hispânicos. Curiosamente, os efeitos do encarceramento em candidaturas online para homens foram praticamente nulos.
O encarceramento em cadeias locais também afeta o emprego, diminuindo mercados de trabalho locais, especialmente em áreas com alta proporção de residentes negros.

### Impactos Ambientais
O encarceramento em massa nos EUA gera preocupações de justiça ambiental, incluindo a pegada ambiental das prisões e a exposição dos presos a danos ambientais.
Prisões contribuem para a contaminação de corpos d’água próximos e para a poluição do ar, afetando presos, comunidades vizinhas e ecossistemas. Frequentemente, violam a Clean Water Act [en] e a Clean Air Act [en]. A Agência de Proteção Ambiental dos EUA deveria monitorar as prisões, mas muitas não fornecem declarações de impacto ambiental anuais, dificultando a compreensão de seu impacto. Prisões consomem grandes quantidades de energia, operando 24 horas por dia.
Muitas prisões são construídas próximas a locais contaminados, como aterros sanitários, locais de resíduos tóxicos ou antigas minas, expondo presos a toxinas. A falta de regulamentação rigorosa das prisões acaba por "chancelar" a presença dessas toxinas no ambiente, forçando, assim, os presos a inalá-las e consumi-las sem proteção governamental.
A ausência de aquecimento e resfriamento adequados em condições climáticas extremas, agravadas pelas mudanças climáticas, é outro risco. Muitos presos morrem de calor extremo devido à falta de ar-condicionado, e no inverno, a ausência de cobertores e aquecimento adequado é comum. Ativistas argumentam que isso constitui punição cruel e incomum, violando a Oitava Emenda.
Há um movimento crescente para tornar as prisões mais sustentáveis por meio de programas de "prisões verdes", que promovem sustentabilidade e reabilitação para reduzir a reincidência. No entanto, ativistas de justiça ambiental argumentam que esses programas reforçam o encarceramento em massa.

## Críticas
Altas taxas de encarceramento podem ser atribuídas à duração das sentenças, influenciada por diversos fatores. Sentenças mais curtas poderiam reduzir a cultura criminal, diminuindo taxas de reincidência para condenados primários. O Congresso dos EUA orientou juízes federais a tomar decisões de encarceramento reconhecendo que a prisão não é um meio apropriado para promover correção e reabilitação.
Críticos condenam os EUA por encarcerar um grande número de infratores não violentos e sem vítimas. Metade dos presos sob jurisdição estadual cumpre pena por delitos não violentos, e 20% por crimes relacionados a drogas (percentuais maiores em prisões federais). A Human Rights Watch argumenta que a taxa extraordinária de encarceramento nos EUA causa devastação em indivíduos, famílias e comunidades, enfraquecendo a nação como um todo. A população carcerária excede 2 milhões, com a taxa de encarceramento per capita superior à reportada oficialmente por qualquer outro país. A política de justiça criminal [en] também é criticada por outras razões. No livro The Divide: American Injustice in the Age of the Wealth Gap (2014), o jornalista Matt Taibbi argumenta que a crescente disparidade de riqueza e a criminalização dos pobres culminaram na maior população carcerária da história da civilização humana. Acadêmicos como Michael Meranze e Marie Gottschalk sustentam que o "estado carcerário" vai além das prisões, distorcendo a democracia, degradando a sociedade e obstruindo discursos significativos sobre punição criminal. Mais recentemente, argumenta-se que o encarceramento em massa interfere em uma sociedade livre caracterizada por indústria, descoberta e criação.
Alguns estudiosos vinculam a ascensão da ideologia neoliberal de livre mercado no final dos anos 1970 ao encarceramento em massa. O sociólogo Loïc Wacquant argumenta que o crescimento explosivo da população carcerária pobre é parte da "regulação punitiva" da pobreza [en] na era neoliberal, para mitigar as consequências sociais da desregulamentação econômica, redução do estado de bem-estar social, aumento da desigualdade e imposição de trabalho precário e mal remunerado ao proletariado urbano pós-industrial marginalizado. Ele considera o sistema prisional expansivo uma instituição política central, profundamente prejudicial aos ideais de cidadania democrática. A ativista Angela Davis argumenta que as prisões se tornaram locais de lucro e punição, com o encarceramento em massa mais relacionado a fatores econômicos do que à criminalidade. Bernard Harcourt, professor de Direito da Universidade de Columbia, sustenta que o neoliberalismo vê o estado como incompetente para regulação econômica, mas proficiente em policiamento e punição, resultando na expansão do confinamento penal. Segundo o The Routledge Handbook of Poverty in the United States, a política neoliberal aprofundou o estado carcerário na vida dos pobres, transformando o significado de ser pobre nos EUA. O historiador Gary Gerstle argumenta que, embora pareça contraditório, a liberdade de mercado e o encarceramento em massa coexistiram no período neoliberal, pois os liberais econômicos sempre defenderam a necessidade de limitar a participação no limitar mercado àqueles capazes de suportar seus rigores.
Os sociólogos John Clegg e Adaner Usmani afirmam que as altas taxas de encarceramento resultam parcialmente de políticas sociais frágeis, exigindo redistribuição significativa a partir das elites econômicas para resolver o problema. Eles veem o encarceramento em massa como um problema político, cuja solução requer confrontar o poder consolidado das classes abastados.
Outra possível causa do aumento do encarceramento desde os anos 1970 é a "guerra às drogas", iniciada nessa época. Promotores eleitos, favorecidos por eleitores por prometerem abordagens mais duras, como prender mais pessoas, contribuíram para esse cenário.
Na reunião anual da Associação Americana de Sociologia em 2008, Becky Pettit e Bryan Sykes revelaram que o aumento da população carcerária desde os anos 1970 tem consequências demográficas profundas, afetando 1 em 50 americanos. Dados de prisões e populações gerais indicam que o boom carcerário oculta taxas reduzidas de fertilidade, aumento da migração involuntária para áreas rurais e maior morbidade, marcada por maior exposição a doenças infecciosas [en] como tuberculose e HIV/AIDS.
Acordos de confissão de culpa concluíram 97% dos casos federais em 2011.
Em 2012, os sistemas prisionais de Alabama e Carolina do Sul segregavam presos com base no status de HIV. Em 21 de dezembro, o juiz federal Myron Thompson decidiu que a prática de Alabama violava a lei federal de proteção a deficientes, citando suposições desatualizadas e sem fundamento sobre HIV e a capacidade do sistema prisional de lidar com presos soropositivos.
Em 2022, a Lei de Supervisão de Prisões Federais, bipartidária, foi introduzida, exigindo que o Inspetor Geral do Departamento de Justiça realize inspeções detalhadas em cada uma das 122 instalações do Bureau of Prisons e criando uma posição independente no Departamento de Justiça para investigar reclamações. A medida foi proposta após descobertas de corrupção e abuso em um complexo prisional federal em Atlanta, visando prevenir tais ocorrências no futuro.

### Programa "Smart on Crime" do Departamento de Justiça
Em 12 de agosto de 2013, na reunião da Casa de Delegados da Associação Americana de Advogados, o Procurador-Geral Eric Holder anunciou o programa "Smart on Crime", uma iniciativa do Departamento de Justiça que renuncia a décadas de legislações e políticas antidrogas rígidas. Holder afirmou que o programa incentivará procuradores federais a acusar réus apenas por crimes cujas sentenças sejam adequadas à sua conduta individual, evitando penas excessivas mais apropriadas para criminosos violentos ou chefes do tráfico. O crescente peso econômico do encarceramento excessivo foi destacado. Até agosto de 2013, o programa não era uma iniciativa legislativa, mas um esforço limitado aos parâmetros de política do Departamento de Justiça.

### Revistas e buscas cavitárias
O uso processual de revistas pessoais e buscas cavitárias no sistema prisional levantou preocupações sobre direitos humanos.